# الطواف النسائي للاتحاد الدولي لكرة المضرب – 2011 (أبريل–يونيو)
الطواف النسائي للاتحاد الدولي لكرة المضرب هي نسخة عام 2011 من الجولة الثانية في لعبة كرة المضرب للمحترفات. تنظمها الاتحاد الدولي لكرة المضرب وهي درجة أقل من جولة رابطة محترفات التنس. يتضمن الطواف العالمي لكرة المضرب النسائية برعاية الاتحاد الدولي لكرة المضرب بطولات بجوائز مالية تتراوح من $15،000 إلى $100،000.

## المواسم
| مواسم الطواف العالمي لكرة المضرب النسائية برعاية الاتحاد الدولي لكرة المضرب | مواسم الطواف العالمي لكرة المضرب النسائية برعاية الاتحاد الدولي لكرة المضرب | مواسم الطواف العالمي لكرة المضرب النسائية برعاية الاتحاد الدولي لكرة المضرب | مواسم الطواف العالمي لكرة المضرب النسائية برعاية الاتحاد الدولي لكرة المضرب | مواسم الطواف العالمي لكرة المضرب النسائية برعاية الاتحاد الدولي لكرة المضرب | مواسم الطواف العالمي لكرة المضرب النسائية برعاية الاتحاد الدولي لكرة المضرب | مواسم الطواف العالمي لكرة المضرب النسائية برعاية الاتحاد الدولي لكرة المضرب | مواسم الطواف العالمي لكرة المضرب النسائية برعاية الاتحاد الدولي لكرة المضرب | مواسم الطواف العالمي لكرة المضرب النسائية برعاية الاتحاد الدولي لكرة المضرب | مواسم الطواف العالمي لكرة المضرب النسائية برعاية الاتحاد الدولي لكرة المضرب |
| تسعينيات القرن العشرين                                                      | تسعينيات القرن العشرين                                                      | تسعينيات القرن العشرين                                                      | تسعينيات القرن العشرين                                                      | تسعينيات القرن العشرين                                                      | تسعينيات القرن العشرين                                                      | تسعينيات القرن العشرين                                                      | تسعينيات القرن العشرين                                                      | تسعينيات القرن العشرين                                                      | تسعينيات القرن العشرين                                                      |
| --------------------------------------------------------------------------- | --------------------------------------------------------------------------- | --------------------------------------------------------------------------- | --------------------------------------------------------------------------- | --------------------------------------------------------------------------- | --------------------------------------------------------------------------- | --------------------------------------------------------------------------- | --------------------------------------------------------------------------- | --------------------------------------------------------------------------- | --------------------------------------------------------------------------- |
| 1994                                                                        | 1995                                                                        | 1995                                                                        | 1996                                                                        | 1997                                                                        | 1998                                                                        | 1999                                                                        |                                                                             |                                                                             |                                                                             |
| العقد الأول من القرن 21                                                     |                                                                             |                                                                             |                                                                             |                                                                             |                                                                             |                                                                             |                                                                             |                                                                             |                                                                             |
| 2000                                                                        | 2001                                                                        | 2002                                                                        | 2003                                                                        | 2004                                                                        | 2005                                                                        | 2006                                                                        | 2007                                                                        | 2008 الربع الأول · الربع الثاني · الربع الثالث                              | 2009                                                                        |
| العقد الثاني من القرن 21                                                    |                                                                             |                                                                             |                                                                             |                                                                             |                                                                             |                                                                             |                                                                             |                                                                             |                                                                             |
| 2010 الربع الأول · الربع الثاني · الربع الثالث · الربع الرابع               | 2011 الربع الأول · الربع الثاني · الربع الثالث · الربع الرابع               | 2012 الربع الأول · الربع الثاني · الربع الثالث · الربع الرابع               | 2013 الربع الأول · الربع الثاني · الربع الثالث · الربع الرابع               | 2014 الربع الأول · الربع الثاني · الربع الثالث · الربع الرابع               | 2015 الربع الأول · الربع الثاني · الربع الثالث · الربع الرابع               | 2016 الربع الأول · الربع الثاني · الربع الثالث · الربع الرابع               | 2017 الربع الأول · الربع الثاني · الربع الثالث · الربع الرابع               | 2018 الربع الأول · الربع الثاني · الربع الثالث · الربع الرابع               | 2019 الربع الأول · الربع الثاني · الربع الثالث · الربع الرابع               |
| العقد الثالث من القرن 21                                                    |                                                                             |                                                                             |                                                                             |                                                                             |                                                                             |                                                                             |                                                                             |                                                                             |                                                                             |
| 2020 الربع الأول · الربع الثاني · الربع الثالث · الربع الرابع               | 2021 الربع الأول · الربع الثاني · الربع الثالث · الربع الرابع               | 2022 الربع الأول · الربع الثاني · الربع الثالث · الربع الرابع               | 2023 الربع الأول · الربع الثاني · الربع الثالث · الربع الرابع               | 2024 الربع الأول · الربع الثاني · الربع الثالث · الربع الرابع               | 2025 الربع الأول · الربع الثاني · الربع الثالث · الربع الرابع               |                                                                             |                                                                             |                                                                             |                                                                             |

## المفتاح
| الفئات      | القيمة المالية |
| بطولات W100 | $100,000       |
| بطولات W75  | $75,000        |
| بطولات W50  | $50,000        |
| بطولات W25  | $25,000        |
| بطولات W10  | $10,000        |

## أبريل
| الأسبوع  | البطولة | الفائزات                                                                                 | الوصيفات                                    | المتأهلات لنصف النهائي                     | المتأهلات لربع النهائي                                                   |
| -------- | --- | ---------------------------------------------------------------------------------------- | ------------------------------------------- | ------------------------------------------ | ------------------------------------------------------------------------ |
| 4 أبريل  | بوندابيرج، أستراليا ملعب ترابي $25،000 جدول المباريات الفردية – جدول المباريات الزوجية                                     | كاسي ديلاكوا 6–2، 6–3                                                                    | أوليفيا روجوفسكا                            | سو وين هسين بيمرا أوزجن                    | لسيا تسورينكو ساشا جونز بوجانا بوبوسيك غيل برودسكي                       |
| 4 أبريل  | بوندابيرج، أستراليا ملعب ترابي $25،000 جدول المباريات الفردية – جدول المباريات الزوجية                                     | كاسي ديلاكوا أوليفيا روجوفسكا 7–5، 6–4                                                   | دانييلا دومينوكيفيك ساندرا زانيوسكا         | سو وين هسين بيمرا أوزجن                    | لسيا تسورينكو ساشا جونز بوجانا بوبوسيك غيل برودسكي                       |
| 4 أبريل  | جاكسون (مسيسيبي)، الولايات المتحدة ملعب ترابي $25،000 جدول المباريات الفردية – جدول المباريات الزوجية                      | مارينا إراكوفيتش 6–1، 6–2                                                                | أجلا توملجانوفيتش                           | جوليا بوسوروب روكسان فيسمبيرج              | شان يونغ-جان فلورنسيا مولينيرو هايدي الطباخ أليونا سوتنيكوفا             |
| 4 أبريل  | جاكسون (مسيسيبي)، الولايات المتحدة ملعب ترابي $25،000 جدول المباريات الفردية – جدول المباريات الزوجية                      | شارون فيشمان ماري إيف بللوتيه 7–6(7–1)، 7–6(7–3)                                         | إيفا هردينوفا ناتالي بيكيون                 | جوليا بوسوروب روكسان فيسمبيرج              | شان يونغ-جان فلورنسيا مولينيرو هايدي الطباخ أليونا سوتنيكوفا             |
| 4 أبريل  | بوميتسيا، إيطاليا ملعب ترابي $10،000 جدول المباريات الفردية – جدول المباريات الزوجية                                       | مارجاليتا تشاخناشفيلي 1–6، 6–2، 6–2                                                      | أناليزا بونا                                | أناستازيا جريمالسكا آنا ريموندينا          | ناستاسيا بورنيت آنا كورزينياك أليس موروني لوسيا سيرفيرا فازكيز           |
| 4 أبريل  | بوميتسيا، إيطاليا ملعب ترابي $10،000 جدول المباريات الفردية – جدول المباريات الزوجية                                       | بنديكتا دافاتيو ليزا سابينو 6–7(5–7)، 6–4، [10–8]                                        | كلوديا جيوفين فالنتينا سولبيزيو             | أناستازيا جريمالسكا آنا ريموندينا          | ناستاسيا بورنيت آنا كورزينياك أليس موروني لوسيا سيرفيرا فازكيز           |
| 4 أبريل  | شيبينيك، كرواتيا ملعب ترابي $10،000 جدول المباريات الفردية – جدول المباريات الزوجية                                        | أوجيني بوشار 6–2، 6–0                                                                    | جيسيكا جينيير                               | سيمونا دوبرا أمرا ساديكوفيتش               | ميكايلا بوشابوفا يانا ياندوفا باولا سيغوي مارينا أبراموفيتش (تنس)        |
| 4 أبريل  | شيبينيك، كرواتيا ملعب ترابي $10،000 جدول المباريات الفردية – جدول المباريات الزوجية                                        | ماتيجا كرالييفيتش أمرا ساديكوفيتش 7–5، 6–3                                               | سيمونا دوبرا تيريزا هلاديكوفا               | سيمونا دوبرا أمرا ساديكوفيتش               | ميكايلا بوشابوفا يانا ياندوفا باولا سيغوي مارينا أبراموفيتش (تنس)        |
| 4 أبريل  | أنطاليا، تركيا ملعب صلب $10،000 جدول المباريات الفردية – جدول المباريات الزوجية                                            | كيرين ليموين 6–4، 6–2                                                                    | إيزابيلا شنيكوفا                            | جيد ويندلي إيكاترين جورجودزي               | كسينيا ليكينا يانا كابلوفا سامانثا موراي فاسيليزا بولغاكوفا              |
| 4 أبريل  | أنطاليا، تركيا ملعب صلب $10،000 جدول المباريات الفردية – جدول المباريات الزوجية                                            | إيرينا غليماكوفا بولينا مونوفا 6–4، 6–7(4–7)، [10–8]                                     | جيسي رومبيس غريس ساري يسيدورا               | جيد ويندلي إيكاترين جورجودزي               | كسينيا ليكينا يانا كابلوفا سامانثا موراي فاسيليزا بولغاكوفا              |
| 4 أبريل  | ألماتي، كازاخستان ملعب صلب $10،000 جدول المباريات الفردية – جدول المباريات الزوجية                                         | نادوجيدا غورباتشكوفا 2–6، 6–4، 6–3                                                       | فلادا إكشيبروفا                             | زوزانا لوكناروفا بولينا فينوغرادوفا        | أنجليينا غابويفا مايا غافيروفا ألبينا خابيبولينا سفياتلانا بيرازينكا     |
| 4 أبريل  | ألماتي، كازاخستان ملعب صلب $10،000 جدول المباريات الفردية – جدول المباريات الزوجية                                         | ألبينا خابيبولينا زوزانا لوكناروفا 7–6(7–2)، 4–6، [10–5]                                 | ليدزيا ماروزافا سفياتلانا بيرازينكا         | زوزانا لوكناروفا بولينا فينوغرادوفا        | أنجليينا غابويفا مايا غافيروفا ألبينا خابيبولينا سفياتلانا بيرازينكا     |
| 4 أبريل  | لكهنؤ، الهند عشب $10،000 جدول المباريات الفردية – جدول المباريات الزوجية                                                   | شارمدا بالو 6–3، 2–6، 6–2                                                                | إيفون نويورث                                | سيلين كاتانيو ستيفاني سيموني               | إنجا بريسلان كيرا شروف شيثال جوثام كاوري أوياما                          |
| 4 أبريل  | لكهنؤ، الهند عشب $10،000 جدول المباريات الفردية – جدول المباريات الزوجية                                                   | إنجا بريسلان كيرا شروف 6–3، 6–3                                                          | ايشواريا أغراوال أنكيتا راينا               | سيلين كاتانيو ستيفاني سيموني               | إنجا بريسلان كيرا شروف شيثال جوثام كاوري أوياما                          |
| 4 أبريل  | كاراكاس، فنزويلا ملعب صلب $10،000 جدول المباريات الفردية – جدول المباريات الزوجية                                          | أدريانا بيريز 6–1، 6–3                                                                   | فيكتوريا كيسياليفا                          | زوزانا لينهوفا إليزابيث فيريس              | جيسيكا سابيشينسكاجا كارمن بلانكو ألكساندرينا نايدينوفا كارين كاستيبلانكو |
| 4 أبريل  | كاراكاس، فنزويلا ملعب صلب $10،000 جدول المباريات الفردية – جدول المباريات الزوجية                                          | كارين كاستيبلانكو أدريانا بيريز 7–5، 6–2                                                 | انديرا أكيكي زوزانا لينهوفا                 | زوزانا لينهوفا إليزابيث فيريس              | جيسيكا سابيشينسكاجا كارمن بلانكو ألكساندرينا نايدينوفا كارين كاستيبلانكو |
| 4 أبريل  | كوردوبا، الأرجنتين ملعب ترابي $10،000 جدول المباريات الفردية – جدول المباريات الزوجية                                      | تاتيانا بوا 4–6، 6–3، 6–2                                                                | تينا شيتشتل                                 | لوتشيانا سارمينتي أرانزا سالو              | دانييلا سيغيل كارولينا زيبالوس سالومي لاغونو كاميلا سيلفا                |
| 4 أبريل  | كوردوبا، الأرجنتين ملعب ترابي $10،000 جدول المباريات الفردية – جدول المباريات الزوجية                                      | أندريا بينيتيز سالومي لاغونو 6–0، 5–7، [10–3]                                            | بيلين لودونيا دانييلا سيغيل                 | لوتشيانا سارمينتي أرانزا سالو              | دانييلا سيغيل كارولينا زيبالوس سالومي لاغونو كاميلا سيلفا                |
| 11 أبريل | 2011 بطولة سويتو المفتوحة جوهانسبرغ، جنوب إفريقيا ملعب صلب $100،000+H فردي – زوجي                                          | فاليريا سافينيخ 6–1، 6–3                                                                 | بيترا سيتكوفسكا                             | آن كيوثافونج كاثرينا فورله                 | إيريني جورجاتو كورينا دينتوني نينا براتشيكوفا كيكي بيرتينس               |
| 11 أبريل | 2011 بطولة سويتو المفتوحة جوهانسبرغ، جنوب إفريقيا ملعب صلب $100،000+H فردي – زوجي                                          | تم إلغاء جميع مباريات نصف النهائي الزوجي بواسطة المشرف، بسبب الأمطار الغزيرة والفيضانات. |                                             | آن كيوثافونج كاثرينا فورله                 | إيريني جورجاتو كورينا دينتوني نينا براتشيكوفا كيكي بيرتينس               |
| 11 أبريل | الدار البيضاء، المغرب ملعب ترابي $25،000 جدول المباريات الفردية – جدول المباريات الزوجية                                   | غالينا فوسكوبويفا 6–7(4–7)، 6–2، 6–3                                                     | ميرفانا يوجيتش سالكيتش                      | ماريا جواو كوهلر آنا فلوريس                | ماريانا دوكي إستريلا كابيزا كانديلا ألكساندرا كادانتسو كلير فويرشتاين    |
| 11 أبريل | الدار البيضاء، المغرب ملعب ترابي $25،000 جدول المباريات الفردية – جدول المباريات الزوجية                                   | ساندرا كليمينشيتس كريستينا ملادينوفيتش 6–3، 3–6، [10–8]                                  | ماجدا لينيت كاتارزينا بيتر                  | ماريا جواو كوهلر آنا فلوريس                | ماريانا دوكي إستريلا كابيزا كانديلا ألكساندرا كادانتسو كلير فويرشتاين    |
| 11 أبريل | إنتشون، كوريا الجنوبية ملعب صلب $25،000 جدول المباريات الفردية – جدول المباريات الزوجية                                    | كم سو جونغ 2–6، 6–3، 6–1                                                                 | لي جين آه                                   | يوريكا سما تتيانا أريفيفا                  | هو وين هسين دوان ينغينغ إريكا تاكاو ساشا جونز                            |
| 11 أبريل | إنتشون، كوريا الجنوبية ملعب صلب $25،000 جدول المباريات الفردية – جدول المباريات الزوجية                                    | هان سونغ هي هونغ هيوين هوي 6–3، 7–6(7–3)                                                 | كاو شاو يوان فاراتشايا وونجتينتشاي          | يوريكا سما تتيانا أريفيفا                  | هو وين هسين دوان ينغينغ إريكا تاكاو ساشا جونز                            |
| 11 أبريل | أوسبري، فلوريدا، الولايات المتحدة ملعب ترابي $25،000 جدول المباريات الفردية – جدول المباريات الزوجية                       | كلير دي جوبيرناتيس 6–4، 6–4                                                              | كارولين غارسيا                              | لورين ألبانيز تشيتشي شول                   | إريكا سما إيرينا بريمون ميليندا كزينك ميشيل لارشر دي بريتو               |
| 11 أبريل | أوسبري، فلوريدا، الولايات المتحدة ملعب ترابي $25،000 جدول المباريات الفردية – جدول المباريات الزوجية                       | ستيفاني فورتز جاكون أليكسا جلاتش 4–6، 7–5، [10–7]                                        | ماريا إيروغيين إريكا سما                    | لورين ألبانيز تشيتشي شول                   | إريكا سما إيرينا بريمون ميليندا كزينك ميشيل لارشر دي بريتو               |
| 11 أبريل | بوميتسيا، إيطاليا ملعب ترابي $10،000 جدول المباريات الفردية – جدول المباريات الزوجية                                       | آنا ريموندينا 5–7، 6–2، 6–3                                                              | كريستينا دينو                               | مارجاليتا تشاخناشفيلي أناستازيا جريمالسكا  | فيكتوريا لارير ستيفانيا تشيبا أدريا فادينا ديانا بوزيان                  |
| 11 أبريل | بوميتسيا، إيطاليا ملعب ترابي $10،000 جدول المباريات الفردية – جدول المباريات الزوجية                                       | ديانا بوزيان كارين كناب 7–6(7–3)، 6–2                                                    | كوني بيرين مارينا شامايكو                   | مارجاليتا تشاخناشفيلي أناستازيا جريمالسكا  | فيكتوريا لارير ستيفانيا تشيبا أدريا فادينا ديانا بوزيان                  |
| 11 أبريل | بول، كرواتيا ملعب ترابي $10،000 جدول المباريات الفردية – جدول المباريات الزوجية                                            | إيفلين ماير 7–6(7–3)، 6–2                                                                | آنا لينا فريدسام                            | جيسيكا جينير ماريون غود                    | ماتييا كوريتش إنجا بريسلان غراسيا رادوفانوفيتش جانا ياندوفا              |
| 11 أبريل | بول، كرواتيا ملعب ترابي $10،000 جدول المباريات الفردية – جدول المباريات الزوجية                                            | مارتينا بوريكا مارتينا كوبيشيكوفا 6–2، 6–4                                               | إيفلين ماير جوليا ماير                      | جيسيكا جينير ماريون غود                    | ماتييا كوريتش إنجا بريسلان غراسيا رادوفانوفيتش جانا ياندوفا              |
| 11 أبريل | أنطاليا، تركيا ملعب صلب $10،000 جدول المباريات الفردية – جدول المباريات الزوجية                                            | داريا جافريلوفا 6–4، 4–6، 6–2                                                            | كسينيا ليكينا                               | مارتا سيروتكينا شارلوت رودير               | نيجينا أبدوريموفا نيكولا فيدوفا كويني ليموين كورينا بيركوفيتش            |
| 11 أبريل | أنطاليا، تركيا ملعب صلب $10،000 جدول المباريات الفردية – جدول المباريات الزوجية                                            | لوسي براون فرانسيسكا ستيفنسون 6–4، 6–4                                                   | جيسي رومبيس غريس ساري يسيدورا               | مارتا سيروتكينا شارلوت رودير               | نيجينا أبدوريموفا نيكولا فيدوفا كويني ليموين كورينا بيركوفيتش            |
| 11 أبريل | كاراكاس، فنزويلا ملعب صلب $10،000 جدول المباريات الفردية – جدول المباريات الزوجية                                          | أدريانا بيريز 2–6، 6–2، 6–2                                                              | أماندا ماكدويل                              | أندريا كوخ بنفنوتو لينا ليتفاك             | ديبورا سواريز كارين كاستيبلانكو زوزانا لينهوفا إليزابيث فيريس            |
| 11 أبريل | كاراكاس، فنزويلا ملعب صلب $10،000 جدول المباريات الفردية – جدول المباريات الزوجية                                          | كارين كاستيبلانكو أدريانا بيريز 7–6(12–10)، 6–4                                          | لينا ليتفاك أماندا مكدوال                   | أندريا كوخ بنفنوتو لينا ليتفاك             | ديبورا سواريز كارين كاستيبلانكو زوزانا لينهوفا إليزابيث فيريس            |
| 11 أبريل | قرطبة، الأرجنتين ملعب ترابي $10،000 جدول المباريات الفردية – جدول المباريات الزوجية                                        | أندريا بينيتيز 6–3، 6–3                                                                  | كاتالينا بيلا                               | تاتيانا بوا فيكتوريا مالوفا                | أرانزا سالو كارلا لوكيرو كارولينا زيبالوس لوسيانا سارمنتي                |
| 11 أبريل | قرطبة، الأرجنتين ملعب ترابي $10،000 جدول المباريات الفردية – جدول المباريات الزوجية                                        | أندريا بينيتيز تاتيانا بوا 6–3، 6–4                                                      | كاتالينا بيلا لوسيانا سارمنتي               | تاتيانا بوا فيكتوريا مالوفا                | أرانزا سالو كارلا لوكيرو كارولينا زيبالوس لوسيانا سارمنتي                |
| 18 أبريل | Dothan Pro Tennis Classic دوثان، الولايات المتحدة ملعب ترابي $50،000 جدول المباريات الفردية – جدول المباريات الزوجية       | ميليندا كزينك 6–2، 6–3                                                                   | ستيفاني فوريتز جاكون                        | روكسان فيسمبيرج أليسون ريسك                | آنا تاتيشفيلي فلورنسيا مولينيرو ألكسندرا ستيفنسون ستيفاني دوبوا          |
| 18 أبريل | Dothan Pro Tennis Classic دوثان، الولايات المتحدة ملعب ترابي $50،000 جدول المباريات الفردية – جدول المباريات الزوجية       | فاليريا سولوفيفا لينكا وينروفا 6–3، 6–4                                                  | هايدي الطباخ أليسون ريسك                    | روكسان فيسمبيرج أليسون ريسك                | آنا تاتيشفيلي فلورنسيا مولينيرو ألكسندرا ستيفنسون ستيفاني دوبوا          |
| 18 أبريل | جبت بكة، إيطاليا ملعب ترابي $25،000 جدول المباريات الفردية – جدول المباريات الزوجية                                        | ماريا تيريزا تورو فلور 6–3، 6–4                                                          | آنا ريمونداينا                              | مارجاليتا تشاخناشفيلي جوليا جاتو مونتيكوني | كسينيا ألكان لورا ثورب منى بارثل أندريا كليباك                           |
| 18 أبريل | جبت بكة، إيطاليا ملعب ترابي $25،000 جدول المباريات الفردية – جدول المباريات الزوجية                                        | دانييل هارمسين ريكا-لوسا ياني 6–2، 6–3                                                   | ديانا بوزيان ليانا أنجور                    | مارجاليتا تشاخناشفيلي جوليا جاتو مونتيكوني | كسينيا ألكان لورا ثورب منى بارثل أندريا كليباك                           |
| 18 أبريل | تيسينديرلو، بلجيكا ملعب ترابي $25،000 جدول المباريات الفردية – جدول المباريات الزوجية                                      | آنا لينا غرونفيلد 6–3، 7–5                                                               | أليسون فان يوتفانخ                          | كيكي بيرتينس كوني بيرين                    | مارينا زانيفسكا صوفيا شاباتافا أن صوفي ميستاتش يلينا سفيتولينا           |
| 18 أبريل | تيسينديرلو، بلجيكا ملعب ترابي $25،000 جدول المباريات الفردية – جدول المباريات الزوجية                                      | آنا لينا غرونفيلد تاتيانا مالك 7–5، 6–3                                                  | يلينا سفيتولينا مارينا زانيفسكا             | كيكي بيرتينس كوني بيرين                    | مارينا زانيفسكا صوفيا شاباتافا أن صوفي ميستاتش يلينا سفيتولينا           |
| 18 أبريل | هفار، كرواتيا ملعب ترابي $10،000 جدول المباريات الفردية – جدول المباريات الزوجية                                           | إما برجيتش بوكو 7–5، 7–6(7–2)                                                            | دونا فيكك                                   | ماريون غود إيفلين ماير                     | غراسيا رادوفانوفيتش إيفا ميكوفيتش لاريسا سبوريا مارينا أبراموفيتش (تنس)  |
| 18 أبريل | هفار، كرواتيا ملعب ترابي $10،000 جدول المباريات الفردية – جدول المباريات الزوجية                                           | مارتينا بوريكا مارتينا كوبيشيكوفا 6–0، 6–2                                               | أيونيلا-أندريا يوفا زوزانا زلوخوفا          | ماريون غود إيفلين ماير                     | غراسيا رادوفانوفيتش إيفا ميكوفيتش لاريسا سبوريا مارينا أبراموفيتش (تنس)  |
| 18 أبريل | أنطاليا، تركيا ملعب صلب $10،000 جدول المباريات الفردية – جدول المباريات الزوجية                                            | مارتا سيروتكينا 6–1، 6–0                                                                 | يانا بوتشينا                                | ساندرا زانيوسكا شارلوت روديه               | لورا-إيوانا أندريه إيزابيلا شنيكوفا سابرينا بومغارتن كيرين شلومو         |
| 18 أبريل | أنطاليا، تركيا ملعب صلب $10،000 جدول المباريات الفردية – جدول المباريات الزوجية                                            | لورا-إيوانا أندريه سيلفيا زاغورسكا 6–1، 7–6(7–0)                                         | مارتا سيروتكينا ماريا جاراكوفا              | ساندرا زانيوسكا شارلوت روديه               | لورا-إيوانا أندريه إيزابيلا شنيكوفا سابرينا بومغارتن كيرين شلومو         |
| 18 أبريل | تورينت، إسبانيا ملعب ترابي $10،000 جدول المباريات الفردية – جدول المباريات الزوجية                                         | غاربيني موغوروزا 6–1، 6–3                                                                | مارينا جيرال لوريس                          | تيريزا مردجا أليس بالدوتشي                 | فيكتوريا لارير فيكتوريا غولوبيتش ارابيلا فيرنانديز رابنر فيفيان فيرين    |
| 18 أبريل | تورينت، إسبانيا ملعب ترابي $10،000 جدول المباريات الفردية – جدول المباريات الزوجية                                         | سيمونا دوبرا تيريزا هلاديكوفا 6–4، 2–6، [10–4]                                           | ايفون كافالي-رايمرز إيزابيل رابيساردا-كالفو | تيريزا مردجا أليس بالدوتشي                 | فيكتوريا لارير فيكتوريا غولوبيتش ارابيلا فيرنانديز رابنر فيفيان فيرين    |
| 18 أبريل | كرشي، أوزبكستان ملعب صلب $10،000 جدول المباريات الفردية – جدول المباريات الزوجية                                           | يكاترينا ياشينا 6–2، 6–3                                                                 | صوفيا كفاتسابايا                            | إليزافيتا يانشوك نيجينا أبدوريموفا         | سابينا شاريبوفا أمينات كوشخوفا يفغينيا باشكوفا كاناي هيسامي              |
| 18 أبريل | كرشي، أوزبكستان ملعب صلب $10،000 جدول المباريات الفردية – جدول المباريات الزوجية                                           | نيجينا أبدوريموفا ألبينا خابيبولينا 6–1، 6–2                                             | آنا شكودن ايكاترينا ياشينا                  | إليزافيتا يانشوك نيجينا أبدوريموفا         | سابينا شاريبوفا أمينات كوشخوفا يفغينيا باشكوفا كاناي هيسامي              |
| 18 أبريل | كاراكاس، فنزويلا ملعب صلب $10،000 جدول المباريات الفردية – جدول المباريات الزوجية                                          | إنديري أكيكي 6–0، 6–2                                                                    | أماندا مكدول                                | أندريا كوخ بنفنوتو كارين كاستيبلانكو       | كاترينا كرابرروا غابرييلا كوغليتور أنستاسيا خارشينكو لينا ليتفاك         |
| 18 أبريل | كاراكاس، فنزويلا ملعب صلب $10،000 جدول المباريات الفردية – جدول المباريات الزوجية                                          | ميسليديس دياز غونزاليس ياميلي فورس غيرا 3–6، 6–3، [10–8]                                 | أنستاسيا خارشينكو فيكتوريا كيسيالييفا       | أندريا كوخ بنفنوتو كارين كاستيبلانكو       | كاترينا كرابرروا غابرييلا كوغليتور أنستاسيا خارشينكو لينا ليتفاك         |
| 18 أبريل | قرطبة (الأرجنتين) ملعب ترابي $10،000 جدول المباريات الفردية – جدول المباريات الزوجية                                       | دانييلا سيغيل 7–6(7–4)، 0–6، 6–4                                                         | فيرونيكا سبيد رويج                          | فيكتوريا مالوفا أرانزا سالو                | كاتالينا بيلا كارلا لوسيرو كاميلا سيلفا كارولينا زيبالوس                 |
| 18 أبريل | قرطبة (الأرجنتين) ملعب ترابي $10،000 جدول المباريات الفردية – جدول المباريات الزوجية                                       | فيرونيكا سبيد رويج لوسيانا سارمنتي 6–2، 6–0                                              | صوفيا لويني أرانزا سالو                     | فيكتوريا مالوفا أرانزا سالو                | كاتالينا بيلا كارلا لوسيرو كاميلا سيلفا كارولينا زيبالوس                 |
| 25 أبريل | شارلوتسفيل، الولايات المتحدة ملعب ترابي 50000 دولار جدول المباريات الفردية – جدول المباريات الزوجية                        | ستيفاني دوبوا 1–6، 6–7(5–7)، 1–6                                                         | ميشيل لارشر دي بريتو                        | إيدينا جالوفيتس هول جولي ديتي              | كاميلا جيورجي كلير دي جوبيرناتيس أجلا توملجانوفيتش أشلي وينهولد          |
| 25 أبريل | شارلوتسفيل، الولايات المتحدة ملعب ترابي 50000 دولار جدول المباريات الفردية – جدول المباريات الزوجية                        | شارون فيشمان ماري إيف بللوتيه 4–6، 3–6                                                   | جولي ديتي كارلي جوليكسون                    | إيدينا جالوفيتس هول جولي ديتي              | كاميلا جيورجي كلير دي جوبيرناتيس أجلا توملجانوفيتش أشلي وينهولد          |
| 25 أبريل | غيفو، اليابان ملعب صلب 50000 دولار جدول المباريات الفردية – جدول المباريات الزوجية                                         | ساتشي إيشيزو 1–6، 3–6                                                                    | إميلي ويبلي سميث                            | يوريكا سما Chinami Ogi                     | كاتي أوبراين Chan Yung-jan تشينغ سيساي Hsu Wen-hsin                      |
| 25 أبريل | غيفو، اليابان ملعب صلب 50000 دولار جدول المباريات الفردية – جدول المباريات الزوجية                                         | تشان هاو تشينغ Chan Yung-jan 2–6، 3–6                                                    | نوبون ليرتشيواكارن إريكا سما                | يوريكا سما Chinami Ogi                     | كاتي أوبراين Chan Yung-jan تشينغ سيساي Hsu Wen-hsin                      |
| 25 أبريل | كياسو، سويسرا ملعب ترابي 25000 دولار جدول المباريات الفردية – جدول المباريات الزوجية                                       | مونيكا بويغ 7–6(4–7)، 5–7                                                                | Andrea Hlaváčková                           | ماريا كوريتسيفا بيبيان ويجيرس              | ساشا جونز آنه شيفر بيترا سيتكوفسكا باتريسيا ماير أخلايتنر                |
| 25 أبريل | كياسو، سويسرا ملعب ترابي 25000 دولار جدول المباريات الفردية – جدول المباريات الزوجية                                       | إيفون مويزبيرغر كاثرين وورلي 6–3، 6–3                                                    | كلير فويرشتاين أناييس لاوريندون             | ماريا كوريتسيفا بيبيان ويجيرس              | ساشا جونز آنه شيفر بيترا سيتكوفسكا باتريسيا ماير أخلايتنر                |
| 25 أبريل | كارشي، أوزبكستان ملعب صلب $25،000 جدول المباريات الفردية – جدول المباريات الزوجية                                          | إيزابيلا هولاند 7–5، 6–4                                                                 | تتيانا أريفيفا                              | أوكسانا ليوبتسوفا كاتيرينا كوزلوفا         | يوجينيا باشكوفا ليانغ تشن أمينات كوشكوفا هان سونغ هي                     |
| 25 أبريل | كارشي، أوزبكستان ملعب صلب $25،000 جدول المباريات الفردية – جدول المباريات الزوجية                                          | تتيانا أريفيفا يوجينيا باشكوفا 6–7(1–7)، 7–5، [10–7]                                     | نايومي برودي إيزابيلا هولاند                | أوكسانا ليوبتسوفا كاتيرينا كوزلوفا         | يوجينيا باشكوفا ليانغ تشن أمينات كوشكوفا هان سونغ هي                     |
| 25 أبريل | سان سيفيرو، إيطاليا ملعب ترابي $10،000 جدول المباريات الفردية – جدول المباريات الزوجية                                     | أوليفيا سانشيز 6–2، 6–1                                                                  | أليس موروني                                 | كلوديا جيوفين يوليا كالابينا               | مارتينا جليداتشيفا فالنتينا سولبيزيو غابرييلا بوليتو ناستاسيا بورنيت     |
| 25 أبريل | سان سيفيرو، إيطاليا ملعب ترابي $10،000 جدول المباريات الفردية – جدول المباريات الزوجية                                     | مارتينا جليداتشيفا فالنتينا سولبيزيو 6–2، 6–1                                            | أدريانا لافوريتي ميريام زيلر                | كلوديا جيوفين يوليا كالابينا               | مارتينا جليداتشيفا فالنتينا سولبيزيو غابرييلا بوليتو ناستاسيا بورنيت     |
| 25 أبريل | أنطاليا، تركيا ملعب صلب $10،000 جدول المباريات الفردية – جدول المباريات الزوجية                                            | يانا بوتشينا 6–3، 6–4                                                                    | إيكاترين جورجودزي                           | ماريا زاركوفا كاثرينا لينرت                | ياسمين ستاينهير كسينيا ميليفسكايا سابرينا بومغارتن ألكسندرا رومانوفا     |
| 25 أبريل | أنطاليا، تركيا ملعب صلب $10،000 جدول المباريات الفردية – جدول المباريات الزوجية                                            | لورا-إيوانا أندري إيكاترين جورجودزي 6–1، 7–5                                             | ألكسندرا رومانوفا ماريا زاركوفا             | ماريا زاركوفا كاثرينا لينرت                | ياسمين ستاينهير كسينيا ميليفسكايا سابرينا بومغارتن ألكسندرا رومانوفا     |
| 25 أبريل | تسل-أم-هارمرزباخ، ألمانيا ملعب ترابي $10،000 جدول المباريات الفردية – جدول المباريات الزوجية                               | كارينا ويثوفت 4–6، 6–3، 6–4                                                              | فانيسا هينكه                                | مارتينا كوبيشيكوفا كريستينا شاكوفيتس       | أغنيزي زوتشيني إيريس خانا ميهايلا بوزارنيسكو بترا كرجسوفا                |
| 25 أبريل | تسل-أم-هارمرزباخ، ألمانيا ملعب ترابي $10،000 جدول المباريات الفردية – جدول المباريات الزوجية                               | مارسيلا كويك إيفا فاكانو 6–1، 6–4                                                        | ديزيريه شيلنز كريستينا شاكوفيتس             | مارتينا كوبيشيكوفا كريستينا شاكوفيتس       | أغنيزي زوتشيني إيريس خانا ميهايلا بوزارنيسكو بترا كرجسوفا                |
| 25 أبريل | إييجون جي بي برو سيريز بورنموث بورنموث، المملكة المتحدة ملعب ترابي $10،000 جدول المباريات الفردية – جدول المباريات الزوجية | سكارليت ويرنر 6–3، 7–5                                                                   | رومانا تاباك                                | فرانسيسكا ستيفنسون جيد ويندلي              | جوليا موريارتي أليس بالدوتشي ألينا ويسل كاتي بولتر                       |
| 25 أبريل | إييجون جي بي برو سيريز بورنموث بورنموث، المملكة المتحدة ملعب ترابي $10،000 جدول المباريات الفردية – جدول المباريات الزوجية | سورينا دي بير فرانسيسكا ستيفنسون 6–2، 6–2                                                | سكارليت ويرنر ألينا ويسل                    | فرانسيسكا ستيفنسون جيد ويندلي              | جوليا موريارتي أليس بالدوتشي ألينا ويسل كاتي بولتر                       |
| 25 أبريل | فيك، إسبانيا ملعب ترابي $10،000 جدول المباريات الفردية – جدول المباريات الزوجية                                            | ديسبينا باباميتشايل 7–6(10–8)، 6–1                                                       | فيكتوريا لارير                              | غاربيني موغوروزا تيريزا مردجا              | زيمينا هيرموسو أندريا غاميز سيمونا دوبرا شارلين سيأتون                   |
| 25 أبريل | فيك، إسبانيا ملعب ترابي $10،000 جدول المباريات الفردية – جدول المباريات الزوجية                                            | سيمونا دوبرا تيريزا هلاديكوفا 6–2، 6–1                                                   | أندريا غاميز ديسبينا باباميتشايل            | غاربيني موغوروزا تيريزا مردجا              | زيمينا هيرموسو أندريا غاميز سيمونا دوبرا شارلين سيأتون                   |
| 25 أبريل | ساو باولو، البرازيل ملعب ترابي $10،000 جدول المباريات الفردية – جدول المباريات الزوجية                                     | أندريا بينيتيز 7–6(7–4)، 4–6، 6–2                                                        | كارولينا نواك                               | ناتاليا روسي إدواردا بياي                  | ناثالي كوراتا مونيك ألبوكيرك تاتيانا بوا فرناندا هرمنغيلدو               |
| 25 أبريل | ساو باولو، البرازيل ملعب ترابي $10،000 جدول المباريات الفردية – جدول المباريات الزوجية                                     | غابرييلا سي كارلا فورت 7–6(7–5)، 6–4                                                     | إيزابيلا ميرو ناتاليا روسي                  | ناتاليا روسي إدواردا بياي                  | ناثالي كوراتا مونيك ألبوكيرك تاتيانا بوا فرناندا هرمنغيلدو               |
| 25 أبريل | بانكوك، تايلاند ملعب صلب $10،000 جدول المباريات الفردية – جدول المباريات الزوجية                                           | ميسا إجوشي 6–1، 6–1                                                                      | لو جياجينغ                                  | لوكسيكا كومخوم تشاو ييجنج                  | آنا تيولبا جيسي رومبيس هو يويو نونجنادا واناسوك                          |
| 25 أبريل | بانكوك، تايلاند ملعب صلب $10،000 جدول المباريات الفردية – جدول المباريات الزوجية                                           | لي تينج آي ياماموتو 7–6(8–6)، 6–4                                                        | ناباساكورن سانكايو يانغ زي                  | لوكسيكا كومخوم تشاو ييجنج                  | آنا تيولبا جيسي رومبيس هو يويو نونجنادا واناسوك                          |
| 25 أبريل | مينسك، بيلاروس ملعب صلب $25،000 جدول المباريات الفردية – جدول المباريات الزوجية                                            | أولغا بوتشكوفا 6–2، 7–5                                                                  | ناديا كيتشينوك                              | لينا ستانتشوتė تيودورا ميرسك               | بولينا بيخوفا ليودميلا كيتشينوك ألكسندرا كرونتش أناستاسيا فاسيليفا       |
| 25 أبريل | مينسك، بيلاروس ملعب صلب $25،000 جدول المباريات الفردية – جدول المباريات الزوجية                                            | ليودميلا كيتشينوك ناديا كيتشينوك 6–1، 6–2                                                | تيودورا ميرسك نيكول روتمان                  | لينا ستانتشوتė تيودورا ميرسك               | بولينا بيخوفا ليودميلا كيتشينوك ألكسندرا كرونتش أناستاسيا فاسيليفا       |

## مايو
| الأسبوع | البطولة | الفائزات                                                      | الوصيفات                                 | المتأهلات لنصف النهائي                          | المتأهلات لربع النهائي                                                          |
| ------- | --- | ------------------------------------------------------------- | ---------------------------------------- | ----------------------------------------------- | ------------------------------------------------------------------------------- |
| 2 مايو  | إنديان هاربر بيتش، الولايات المتحدة ملعب ترابي 50،000 دولار أمريكي جدول المباريات الفردية – جدول المباريات الزوجية                      | ميليندا كزينك 4–6، 6–1، 6–4                                   | اليسون ريسك                              | لورا روبسون إيرينا فالكوني                      | أليكسا جلاتش ماريا فرناندا ألفاريز تيران كيارا شول جيسيكا بيجلا                 |
| 2 مايو  | إنديان هاربر بيتش، الولايات المتحدة ملعب ترابي 50،000 دولار أمريكي جدول المباريات الفردية – جدول المباريات الزوجية                      | أليونا سوتنيكوفا لينكا وينروفا 6–4، 6–3                       | كريستينا فوسانو أليكسا جلاتش             | لورا روبسون إيرينا فالكوني                      | أليكسا جلاتش ماريا فرناندا ألفاريز تيران كيارا شول جيسيكا بيجلا                 |
| 2 مايو  | بخارى، أوزبكستان ملعب صلب 25،000 دولار أمريكي جدول المباريات الفردية – جدول المباريات الزوجية                                           | نيكولا هوفمانوفا 6–4، 7–5                                     | مارتا سيروتكينا                          | كاتيرينا كوزلوفا نايومي برودي                   | نينا براتشيكوفا بولينا بيخوفا إيزابيلا هولاند تتيانا أريفيفا                    |
| 2 مايو  | بخارى، أوزبكستان ملعب صلب 25،000 دولار أمريكي جدول المباريات الفردية – جدول المباريات الزوجية                                           | هان سونغ هي ليانغ تشن 4–6، 7–6(7–5)، [10–5]                   | نينا براتشيكوفا كسينيا ألكان             | كاتيرينا كوزلوفا نايومي برودي                   | نينا براتشيكوفا بولينا بيخوفا إيزابيلا هولاند تتيانا أريفيفا                    |
| 2 مايو  | كزرانة، إيطاليا ملعب ترابي $10،000 جدول المباريات الفردية – جدول المباريات الزوجية                                                      | إيرينا خروماتشيفا 6–3، 6–4                                    | آنه شيفر                                 | فالنتينا سولبيزيو جوليا جاتو مونتيكوني          | تشانغ لينغ أناليزا بونا باولا سيغوي فيديريكا كويرتسيا                           |
| 2 مايو  | كزرانة، إيطاليا ملعب ترابي $10،000 جدول المباريات الفردية – جدول المباريات الزوجية                                                      | جوليا جاتو مونتيكوني فيديريكا كويرتسيا 7–5، 2–6، [10–5]       | بينيديكتا دافاتو فيديريكا جراتسيوسو      | فالنتينا سولبيزيو جوليا جاتو مونتيكوني          | تشانغ لينغ أناليزا بونا باولا سيغوي فيديريكا كويرتسيا                           |
| 2 مايو  | إسطنبول، تركيا ملعب صلب $10،000 جدول المباريات الفردية – جدول المباريات الزوجية                                                         | صوفيا كفاتسابايا 6–2، 6–1                                     | كسينيا ميليفسكايا                        | لورا-إيوانا أندري أندريا فايديا نو              | يانا أورلوفا ياسمين ستاينهير ستيفاني سيموني إنجا بريسلان                        |
| 2 مايو  | إسطنبول، تركيا ملعب صلب $10،000 جدول المباريات الفردية – جدول المباريات الزوجية                                                         | لورا-إيوانا أندري صوفيا كفاتسابايا 6–2، 6–2                   | ديسيسلافا ملادينوفا إنجا بريسلان         | لورا-إيوانا أندري أندريا فايديا نو              | يانا أورلوفا ياسمين ستاينهير ستيفاني سيموني إنجا بريسلان                        |
| 2 مايو  | فيسبادن، ألمانيا ملعب ترابي $10،000 جدول المباريات الفردية – جدول المباريات الزوجية                                                     | يوليانا ليزارازو 6–1، 7–6(7–5)                                | مارسلا كوك                               | ميهايلا بوزارنيسكو كارولينا ولوداركزاك          | باربرا سوباشكيفيتش ميرتل جورج ستيفاني فاغنر كاثارينا لينرت                      |
| 2 مايو  | فيسبادن، ألمانيا ملعب ترابي $10،000 جدول المباريات الفردية – جدول المباريات الزوجية                                                     | ميهايلا بوزارنيسكو كارولينا ولوداركزاك 6–7(4–7)، 6–3، [10–6]  | ديانا رايكوفيتش غزلانة فان بال           | ميهايلا بوزارنيسكو كارولينا ولوداركزاك          | باربرا سوباشكيفيتش ميرتل جورج ستيفاني فاغنر كاثارينا لينرت                      |
| 2 مايو  | Aegon GB Pro-Series Edinburgh إدنبرة، المملكة المتحدة ملعب ترابي $10،000 جدول المباريات الفردية – جدول المباريات الزوجية                | أليسون فان يوتفانخ 6–7(5–7)، 6–4، 6–2                         | جوستينا ججيولكا                          | كارولينا أورسي سكارليت ويرنر                    | بيانكا كوك لوسي براون جيد ويندلي فاليري فيرهايمي                                |
| 2 مايو  | Aegon GB Pro-Series Edinburgh إدنبرة، المملكة المتحدة ملعب ترابي $10،000 جدول المباريات الفردية – جدول المباريات الزوجية                | سامانثا موراي جيد ويندلي 7–5، 4–6، [10–8]                     | سورينا دي بير سكارليت ويرنر              | كارولينا أورسي سكارليت ويرنر                    | بيانكا كوك لوسي براون جيد ويندلي فاليري فيرهايمي                                |
| 2 مايو  | حيدر آباد، الهند ملعب صلب $10،000 جدول المباريات الفردية – جدول المباريات الزوجية                                                       | كيرين شلومو 6–1، 6–4                                          | هان نا لي                                | لي سو را ميسا كينوشيتا                          | بريرنا بامبري إيتسوكو كيتازاكي منييشا فوستر روشمي تشاكرافارتي                   |
| 2 مايو  | حيدر آباد، الهند ملعب صلب $10،000 جدول المباريات الفردية – جدول المباريات الزوجية                                                       | هان نا لي لي سو را 6–3، 6–2                                   | سوجانيا بافيستيتي ناتاشا بالها           | لي سو را ميسا كينوشيتا                          | بريرنا بامبري إيتسوكو كيتازاكي منييشا فوستر روشمي تشاكرافارتي                   |
| 2 مايو  | بانكوك، تايلاند ملعب صلب $10،000 جدول المباريات الفردية – جدول المباريات الزوجية                                                        | لوكسيكا كومخوم 6–2، 6–2                                       | أيو-فاني دامايانتي                       | تشاو ييجنج لو جياجينغ                           | تشو لين جيسي رومبيس ميسا إجوشي إيمي موتاغوتشي                                   |
| 2 مايو  | بانكوك، تايلاند ملعب صلب $10،000 جدول المباريات الفردية – جدول المباريات الزوجية                                                        | جيسي رومبيس غريس ساري يسيدورا 3–6، 6–4، [10–5]                | آيو فاني داماينتي لافينيا تانانتا        | تشاو ييجنج لو جياجينغ                           | تشو لين جيسي رومبيس ميسا إجوشي إيمي موتاغوتشي                                   |
| 2 مايو  | 2011 أوبن جي دي إف سويز دي كاني سور مير ألب ماريتيم كاني سور مير، فرنسا ملعب ترابي $100،000+H Singles – Doubles                         | سورانا كريستيا 6–7(5–7)، 6–2، 6–2                             | بولين بارمنتييه                          | إيلينا بالتاتشا ماريا إلينا كاميرين             | كريستينا بارويس زانج شواي أناستازيا بيفوفاروفا لارا أروابارينا                  |
| 2 مايو  | 2011 أوبن جي دي إف سويز دي كاني سور مير ألب ماريتيم كاني سور مير، فرنسا ملعب ترابي $100،000+H Singles – Doubles                         | آنا لينا غرونفيلد بترا مارتيتش 1–6، 6–2، [11–9]               | داريا جوراكس ريناتا فوراكوفا             | إيلينا بالتاتشا ماريا إلينا كاميرين             | كريستينا بارويس زانج شواي أناستازيا بيفوفاروفا لارا أروابارينا                  |
| 2 مايو  | 2011 كأس فوكوكا الدولية للسيدات فوكوكا، اليابان Carpet $50،000 Singles – Doubles                                                        | تامارين تاناسوجارن 6–4، 5–7، 7–5                              | تشان يونغ جان                            | إيكو ناكامورا كوميكو إيجيما                     | ناتسومي هامامورا إريكا تاكاو إميلي ويبلي سميث إريكا سما                         |
| 2 مايو  | 2011 كأس فوكوكا الدولية للسيدات فوكوكا، اليابان Carpet $50،000 Singles – Doubles                                                        | شاكو أوياما ريكا فوجيوارا 7–6(7–3)، 6–0                       | إيكو ناكامورا جونري ناميجاتا             | إيكو ناكامورا كوميكو إيجيما                     | ناتسومي هامامورا إريكا تاكاو إميلي ويبلي سميث إريكا سما                         |
| 2 مايو  | 2011 ستراباغ براغ أوبن براغ، جمهورية التشيك ملعب ترابي $50،000 فردي – زوجي                                                              | لوسي هراديكا 4–6، 6–3، 6–2                                    | باولا أورمايتشيا                         | إيفون ميوسبورغر رومينا أوبراندي                 | ماندي مينلا باتريسيا ماير أخلايتنر أولغا سافتشوك ميكايلا كرايتشيك               |
| 2 مايو  | 2011 ستراباغ براغ أوبن براغ، جمهورية التشيك ملعب ترابي $50،000 فردي – زوجي                                                              | داريا كوستوفا أرينا روديونوفا 2–6، 6–1، [10–7]                | أولغا سافتشوك لسيا تسورينكو              | إيفون ميوسبورغر رومينا أوبراندي                 | ماندي مينلا باتريسيا ماير أخلايتنر أولغا سافتشوك ميكايلا كرايتشيك               |
| 2 مايو  | جران كناريا – ماسبالوماس، إسبانيا ملعب ترابي $10،000 جدول المباريات الفردية – جدول المباريات الزوجية                                    | ساندرا سولير سولا 3–6، 6–1، 6–4                               | روكيو دي لا توري سانشيز                  | ليسان فان ريت زيمينا هيرموسو                    | ستيفاني فونجساوثي يوكا موري كلوديا لورنزو فرنانديز إيزابيل رابيساردا كالفو      |
| 2 مايو  | جران كناريا – ماسبالوماس، إسبانيا ملعب ترابي $10،000 جدول المباريات الفردية – جدول المباريات الزوجية                                    | زيمينا هيرموسو إيفيت لوبيز 6–2، 6–3                           | مارتينا كاتشيوتي نيكول كليريكو           | ليسان فان ريت زيمينا هيرموسو                    | ستيفاني فونجساوثي يوكا موري كلوديا لورنزو فرنانديز إيزابيل رابيساردا كالفو      |
| 2 مايو  | أثينا-بتروبولي، اليونان ملعب صلب $10،000 جدول المباريات الفردية – جدول المباريات الزوجية                                                | ديانا مارسنكفيتشا 5–7، 7–5، 6–3                               | ديسبينا باباميتشايل                      | ألكساندرا أرتامونوفا نيكول روتمان               | زوزانا لينهوفا كيم جراجديك كليليا ميلينا بترا يوروفا                            |
| 2 مايو  | أثينا-بتروبولي، اليونان ملعب صلب $10،000 جدول المباريات الفردية – جدول المباريات الزوجية                                                | كيم جراجديك زوزانا لينهوفا 3–6، 6–3، [10–6]                   | ألكساندرا أرتامونوفا ديانا مارسنكفيتشا   | ألكساندرا أرتامونوفا نيكول روتمان               | زوزانا لينهوفا كيم جراجديك كليليا ميلينا بترا يوروفا                            |
| 9 مايو  | 2011 سبارتا براغ المفتوحة براغ، جمهورية التشيك ملعب ترابي $100،000 Singles – Doubles                                                    | ماغدالينا ريباريكوفا 6–3، 6–4                                 | بيترا كفيتوفا                            | ألكسندرا كرونتش بيترا سيتكوفسكا                 | ماتيلد يوهانسون دينيسا أليرتوفا كسينيا بيرفاك كلارا زاكوبالوفا                  |
| 9 مايو  | 2011 سبارتا براغ المفتوحة براغ، جمهورية التشيك ملعب ترابي $100،000 Singles – Doubles                                                    | بيترا سيتكوفسكا ميكايلا كرايتشيك 6–2، 6–1                     | ليندساي لي ووترز ميغان مولتون ليفي       | ألكسندرا كرونتش بيترا سيتكوفسكا                 | ماتيلد يوهانسون دينيسا أليرتوفا كسينيا بيرفاك كلارا زاكوبالوفا                  |
| 9 مايو  | 2011 كورومي بيست أمينيتي الدولية للتنس للسيدات كورومي، فوكوكا، اليابان ملعب عشبي $50،000 Singles – Doubles                              | ريكا فوجيوارا 6–3، 6–1                                        | مونيك أدامكزاك                           | تشينغ سيساي شيهو أكيتا                          | أكيكو أومي إريكا سما هسو وين-هسين ساتشي إيشيزو                                  |
| 9 مايو  | 2011 كورومي بيست أمينيتي الدولية للتنس للسيدات كورومي، فوكوكا، اليابان ملعب عشبي $50،000 Singles – Doubles                              | أيومي أوكا أكيكو يونيمورا 6–3، 5–7، [10–8]                    | ريكا فوجيوارا تامارين تاناسوجارن         | تشينغ سيساي شيهو أكيتا                          | أكيكو أومي إريكا سما هسو وين-هسين ساتشي إيشيزو                                  |
| 9 مايو  | 2011 البطولة الدولية النسائية في وسط بيرانيس سانت جوردنز كومينغ سانت جوردنز، فرنسا ملعب ترابي $50،000+H Singles – Doubles               | أناستازيا بيفوفاروفا 7–6(7–4)، 6–7(3–7)، 6–2                  | أرانتشا روس                              | فاليريا سافينيخ فسنا دولونتس                    | إيريني جورجاتو يلينا سفيتولينا بولين بارمنتييه آنا تاتيشفيلي                    |
| 9 مايو  | 2011 البطولة الدولية النسائية في وسط بيرانيس سانت جوردنز كومينغ سانت جوردنز، فرنسا ملعب ترابي $50،000+H Singles – Doubles               | كارولين غارسيا أوريلي فيدي 6–3، 6–3                           | أناستازيا بيفوفاروفا أولغا سافتشوك       | فاليريا سافينيخ فسنا دولونتس                    | إيريني جورجاتو يلينا سفيتولينا بولين بارمنتييه آنا تاتيشفيلي                    |
| 9 مايو  | 2011 أر بي سي بنك وومنز تشالنج رالي (كارولاينا الشمالية)، الولايات المتحدة ملعب ترابي $50،000 Singles – Doubles                         | بترا رامبري 6–3، 6–2                                          | كاميلا جيورجي                            | ماري إيف بللوتيه جوليا بوسوروب                  | فاليريا سولوفيفا أليكسا جلاتش آسيا محمد شيلبي روجرز                             |
| 9 مايو  | 2011 أر بي سي بنك وومنز تشالنج رالي (كارولاينا الشمالية)، الولايات المتحدة ملعب ترابي $50،000 Singles – Doubles                         | شارون فيشمان ماري إيف بللوتيه 6–1، 6–3                        | بياتريس كابرا آسيا محمد                  | ماري إيف بللوتيه جوليا بوسوروب                  | فاليريا سولوفيفا أليكسا جلاتش آسيا محمد شيلبي روجرز                             |
| 9 مايو  | 2011 كامباريني جوييلي كب – تروفيو بومبيا ريدجو إميليا، إيطاليا ملعب ترابي $50،000 Singles – Doubles                                     | سلون ستيفنز 6–3، 6–1                                          | أناستاسيا ياكيموفا                       | إيكاترينا إيفانوفا سابين ليزيكي                 | أجلا توملجانوفيتش صوفي فيرغسون ليانا أنجور مارينا إراكوفيتش                     |
| 9 مايو  | 2011 كامباريني جوييلي كب – تروفيو بومبيا ريدجو إميليا، إيطاليا ملعب ترابي $50،000 Singles – Doubles                                     | صوفي فيرغسون سالي بيرز 6–4، 6–1                               | كلوديا جيوفين ماريا إيروغيين             | إيكاترينا إيفانوفا سابين ليزيكي                 | أجلا توملجانوفيتش صوفي فيرغسون ليانا أنجور مارينا إراكوفيتش                     |
| 9 مايو  | 2011 Zagreb Open زغرب، كرواتيا ملعب ترابي $25،000 فردي – زوجي                                                                           | ناتالي بيكيون 6–3، 3–6، 6–1                                   | دروتيا إريك                              | ناستجا كولار يوليا بيجيلزيمير                   | إليتسا كوستوفا غالينا فوسكوبويفا ريكا-لوكا جاني تادجا ماجريتش                   |
| 9 مايو  | 2011 Zagreb Open زغرب، كرواتيا ملعب ترابي $25،000 فردي – زوجي                                                                           | إليتسا كوستوفا باربارا سوباسكيفيتش 1–6، 6–3، [12–10]          | أني ميجاتشيكا آنا فرلجيتش                | ناستجا كولار يوليا بيجيلزيمير                   | إليتسا كوستوفا غالينا فوسكوبويفا ريكا-لوكا جاني تادجا ماجريتش                   |
| 9 مايو  | باشتاد، السويد ملعب ترابي $10،000 جدول المباريات الفردية – جدول المباريات الزوجية                                                       | رومانا تاباك 7–5، 6–7(2–7)، 6–2                               | أولغا بروزدا                             | كارينا ويثوفت يوليانا ليزارازو                  | كارولينا نواك سيلفيا زاجورسكا آنا برازشنيكوفا يوليا بوتنتسيفا                   |
| 9 مايو  | باشتاد، السويد ملعب ترابي $10،000 جدول المباريات الفردية – جدول المباريات الزوجية                                                       | أولغا بروزدا ناتاليا كولات 7–6(7–3)، 6–2                      | يوليانا ليزارازو ألينا ويسل              | كارينا ويثوفت يوليانا ليزارازو                  | كارولينا نواك سيلفيا زاجورسكا آنا برازشنيكوفا يوليا بوتنتسيفا                   |
| 9 مايو  | بانكوك، تايلاند ملعب صلب $10،000 جدول المباريات الفردية – جدول المباريات الزوجية                                                        | لوكسيكا كومخوم 6–1، 6–0                                       | بينجتارن بليبويتش                        | هو يوييوي يو مي                                 | لو جيا زيانغ آيو-فاني دامايانتي لي تينغ نيشا ليرتبيتاكسينتشاي                   |
| 9 مايو  | بانكوك، تايلاند ملعب صلب $10،000 جدول المباريات الفردية – جدول المباريات الزوجية                                                        | لي تينغ تشاو ييجنج 6–7(2–7)، 6–4، [13–11]                     | آيو-فاني دامايانتي لافينيا تانانتا       | هو يوييوي يو مي                                 | لو جيا زيانغ آيو-فاني دامايانتي لي تينغ نيشا ليرتبيتاكسينتشاي                   |
| 9 مايو  | نيودلهي، الهند ملعب صلب $10،000 جدول المباريات الفردية – جدول المباريات الزوجية                                                         | كيرين شلومو 2–6، 6–2، 6–2                                     | ميسا كينوشيتا                            | مانشا فوستر بريرنا بامبري                       | إتسوكو كيتازاكي جيسيكا سابيشينسكايا جانغ سو جونج أنكيتا راينا                   |
| 9 مايو  | نيودلهي، الهند ملعب صلب $10،000 جدول المباريات الفردية – جدول المباريات الزوجية                                                         | آيشواريا أغروال أنكيتا راينا 6–4، 6–3                         | فاطمة النبهاني روشمي تشاكرافارتي         | مانشا فوستر بريرنا بامبري                       | إتسوكو كيتازاكي جيسيكا سابيشينسكايا جانغ سو جونج أنكيتا راينا                   |
| 9 مايو  | تينيريف، إسبانيا ملعب صلب $10،000 جدول المباريات الفردية – جدول المباريات الزوجية                                                       | فيكتوريا لارير 6–1، 6–1                                       | زيمينا هيرموسو                           | روثيو دي لا توري سانشيز إيزابيل رابيساردا كالفو | ساندرا سولير سولا سيلفيا غارسيا خيمينيز كارمن لوبيز رويدا أربيلا فرنانديز رابنر |
| 9 مايو  | تينيريف، إسبانيا ملعب صلب $10،000 جدول المباريات الفردية – جدول المباريات الزوجية                                                       | زيمينا هيرموسو إيفيت لوبيز 6–4، 7–5                           | يوكو موري كاوري أونشي                    | روثيو دي لا توري سانشيز إيزابيل رابيساردا كالفو | ساندرا سولير سولا سيلفيا غارسيا خيمينيز كارمن لوبيز رويدا أربيلا فرنانديز رابنر |
| 9 مايو  | انكارناسيون ملعب ترابي $10،000 جدول المباريات الفردية – جدول المباريات الزوجية                                                          | فيرونيكا سبيد رويج 6–2، 6–2                                   | أورنيلا كارون                            | دانييلا ديغانو باربرا مونتيل                    | جوردانا لوجان فلافيا جويماريش بوينو غوادالوبي مورينو سارا خيمينيز               |
| 9 مايو  | انكارناسيون ملعب ترابي $10،000 جدول المباريات الفردية – جدول المباريات الزوجية                                                          | فيرونيكا سبيد رويج لوسيانا سارمينتي 6–3، 6–2                  | أورنيلا كارون جوردانا لوجان              | دانييلا ديغانو باربرا مونتيل                    | جوردانا لوجان فلافيا جويماريش بوينو غوادالوبي مورينو سارا خيمينيز               |
| 9 مايو  | جزيرة إيتاباريكا، البرازيل ملعب صلب 10،000 دولار جدول المباريات الفردية – جدول المباريات الزوجية                                        | أندريا بينيتيز 6–2، 6–3                                       | أرانزا سالو                              | كارلا فورت ناتاليا روسي                         | كارولينا زيبالوس دانييلا سيغيل ناتالي كوراتا لويسا روزا                         |
| 9 مايو  | جزيرة إيتاباريكا، البرازيل ملعب صلب 10،000 دولار جدول المباريات الفردية – جدول المباريات الزوجية                                        | ناتاليا روسي دانييلا سيغيل 3–6، 6–0، [10–7]                   | أندريا بينيتيز راكيل بيلتشر              | كارلا فورت ناتاليا روسي                         | كارولينا زيبالوس دانييلا سيغيل ناتالي كوراتا لويسا روزا                         |
| 9 مايو  | كاندية، اليونان ملعب صلب 10،000 دولار جدول المباريات الفردية – جدول المباريات الزوجية                                                   | ديسبينا باباميتشايل 6–1، 3–6، 6–2                             | نيكول روتمان                             | سامانثا موراي كيم جراجديك                       | آنا فيتزباتريك ديانا أروتيونوفا ديانا مارسنكفيتشا ماريا سكاري                   |
| 9 مايو  | كاندية، اليونان ملعب صلب 10،000 دولار جدول المباريات الفردية – جدول المباريات الزوجية                                                   | آنا فيتزباتريك سامانثا موراي 6–3، 6–2                         | أماندا إليوت نيكول روتمان                | سامانثا موراي كيم جراجديك                       | آنا فيتزباتريك ديانا أروتيونوفا ديانا مارسنكفيتشا ماريا سكاري                   |
| 9 مايو  | إسطنبول، تركيا ملعب صلب $10،000 جدول المباريات الفردية – جدول المباريات الزوجية                                                         | ياسمين ستاينهير 6–4، 6–2                                      | أندريا فايدينو                           | أناستاسيا فاسيليفا صوفيا كفاتسابايا             | فاليريا استراخوفا ديانا ستومليغا ساندرا زانيوسكا فاليريا باتيوك                 |
| 9 مايو  | إسطنبول، تركيا ملعب صلب $10،000 جدول المباريات الفردية – جدول المباريات الزوجية                                                         | ديسيسلافا ملادينوفا أندريا فايدينو 4–6، 6–1، [10–5]           | آنا بيفن أناستاسيا فاسيليفا              | أناستاسيا فاسيليفا صوفيا كفاتسابايا             | فاليريا استراخوفا ديانا ستومليغا ساندرا زانيوسكا فاليريا باتيوك                 |
| 16 مايو | غويانغ، كوريا الجنوبية ملعب صلب 25٬000 دولار جدول المباريات الفردية – جدول المباريات الزوجية                                            | شانيل سيموندز 7–6(11–9)، 1–6، 6–7(3–7)                        | لي يي را                                 | يوريكا سما Hong Hyun-hui                        | Kim Ju-eun هان سونغ هي Chae Kyung-yee ماريا فرناندا ألفاريز تيران               |
| 16 مايو | غويانغ، كوريا الجنوبية ملعب صلب 25٬000 دولار جدول المباريات الفردية – جدول المباريات الزوجية                                            | Kim Ji-young يو مي 2–6، 4–6                                   | Kim Kun-hee Yu Min-hwa                   | يوريكا سما Hong Hyun-hui                        | Kim Ju-eun هان سونغ هي Chae Kyung-yee ماريا فرناندا ألفاريز تيران               |
| 16 مايو | 2111 Internazionali Femminili di Tennis بريشا، إيطاليا ملعب ترابي 25٬000 دولار Singles – Doubles                                        | إيرينا بورياتشوك 7–6(5–7)، 2–6، 2–6                           | جوليا جاتو مونتيكوني                     | مونيكا بويغ Réka-Luca Jani                      | Elora Dabija Anna Remondina كارين كناب ديانا بوزيان                             |
| 16 مايو | 2111 Internazionali Femminili di Tennis بريشا، إيطاليا ملعب ترابي 25٬000 دولار Singles – Doubles                                        | كارين كاستيبلانكو فرناندا هرمنغيلدو 6–4، 3–6، [6–10]          | إيفلين ماير جوليا ماير                   | مونيكا بويغ Réka-Luca Jani                      | Elora Dabija Anna Remondina كارين كناب ديانا بوزيان                             |
| 16 مايو | 2111 Kültürpark Cup إزمير، تركيا ملعب صلب 25٬000 دولار Singles – Doubles                                                                | ميهايلا بوزارنيسكو 7–5، 6–4                                   | نايومي برودي                             | صوفيا شاباتافا إيفا هردينوفا                    | تارا مور ماغالي دي لاتر آنا بيڤن بيمرا أوزجن                                    |
| 16 مايو | 2111 Kültürpark Cup إزمير، تركيا ملعب صلب 25٬000 دولار Singles – Doubles                                                                | نايومي برودي ليزا ويبورن 3–6، 7–6(7–4)، [10–7]                | ميهايلا بوزارنيسكو تيريزا مردجا          | صوفيا شاباتافا إيفا هردينوفا                    | تارا مور ماغالي دي لاتر آنا بيڤن بيمرا أوزجن                                    |
| 16 مايو | باشتاد، السويد ملعب ترابي $10،000 جدول المباريات الفردية – جدول المباريات الزوجية                                                       | يوليانا ليزارازو 6–2، 3–6، 6–2                                | هيلدا ميلاندر                            | أولغا بروزدا ساندرا روما                        | إيما فلود جوانا إيدوكونيت إيلا ليفو إيمي بوتل                                   |
| 16 مايو | باشتاد، السويد ملعب ترابي $10،000 جدول المباريات الفردية – جدول المباريات الزوجية                                                       | أولغا بروزدا ناتاليا كولات 6–3، 6–1                           | هيلدا ميلاندر بولينا ميلوسافلييفيتش      | أولغا بروزدا ساندرا روما                        | إيما فلود جوانا إيدوكونيت إيلا ليفو إيمي بوتل                                   |
| 16 مايو | سانتا كولوما دي فارنيس، إسبانيا ملعب ترابي $10،000 جدول المباريات الفردية – جدول المباريات الزوجية                                      | فيكتوريا غولوبيتش 6–3، 6–3                                    | إينيس فيرير سواريز                       | نينا تساندر أليس بالدوتشي                       | إيفا فرنانديز بروجوز مارسيللا كويك مارتينا جليداتشيفا يفغينيا كريفوروتشكو       |
| 16 مايو | سانتا كولوما دي فارنيس، إسبانيا ملعب ترابي $10،000 جدول المباريات الفردية – جدول المباريات الزوجية                                      | إيفا فرنانديز بروجوز إينيس فيرير سواريز 6–3، 6–7(3–7)، [10–4] | فيكتوريا غولوبيتش نينا تساندر            | نينا تساندر أليس بالدوتشي                       | إيفا فرنانديز بروجوز مارسيللا كويك مارتينا جليداتشيفا يفغينيا كريفوروتشكو       |
| 16 مايو | لانديسفيل، بنسيلفانيا، الولايات المتحدة ملعب صلب $10،000 جدول المباريات الفردية – جدول المباريات الزوجية                                | روبن أندرسون 6–2، 6–3                                         | بوجانا بوبوسيك                           | أنجلينا جابويفا بروك أوستين                     | غابرييلا دابروفسكي أنستاسيا خارشينكو كلوي جونز نيكا كوخارشوك                    |
| 16 مايو | لانديسفيل، بنسيلفانيا، الولايات المتحدة ملعب صلب $10،000 جدول المباريات الفردية – جدول المباريات الزوجية                                | تشيه-يو هسو نيكولا سلاتر 7–5، 6–3                             | بروك ريشبيث ستورم ساندرز                 | أنجلينا جابويفا بروك أوستين                     | غابرييلا دابروفسكي أنستاسيا خارشينكو كلوي جونز نيكا كوخارشوك                    |
| 16 مايو | ديربان، جنوب أفريقيا ملعب صلب $10،000 جدول المباريات الفردية – جدول المباريات الزوجية                                                   | كاترينا كرامبيروفا 6–2، 6–0                                   | سورينا دي بير                            | نيكولا جورج نيكول روتمان                        | جينين برينتنر لارا رافول جينيفر ألان جوليا ساموسيفا                             |
| 16 مايو | ديربان، جنوب أفريقيا ملعب صلب $10،000 جدول المباريات الفردية – جدول المباريات الزوجية                                                   | جينيفر ألان سورينا دي بير 6–2، 4–6، [10–8]                    | مالو إجديسجارد نيكول روتمان              | نيكولا جورج نيكول روتمان                        | جينين برينتنر لارا رافول جينيفر ألان جوليا ساموسيفا                             |
| 16 مايو | موسكو، روسيا ملعب ترابي $25،000 جدول المباريات الفردية – جدول المباريات الزوجية                                                         | يوليا بوتنتسيفا 6–2، 6–1                                      | فيرونيكا كابشاي                          | ناديجدا جوسكوفا إليزافيتا يانتشوك               | ألكسندرا كرونتش تادجا ماجريتش جوستينا ججيولكا زوزانا لوكناروفا                  |
| 16 مايو | موسكو، روسيا ملعب ترابي $25،000 جدول المباريات الفردية – جدول المباريات الزوجية                                                         | ناديجدا جوسكوفا فاليريا سولوفيفا 6–3، 7–6(7–2)                | جوستينا ججيولكا فيرونيكا كابشاي          | ناديجدا جوسكوفا إليزافيتا يانتشوك               | ألكسندرا كرونتش تادجا ماجريتش جوستينا ججيولكا زوزانا لوكناروفا                  |
| 16 مايو | كارويزاوا، اليابان Carpet $25،000 جدول المباريات الفردية – جدول المباريات الزوجية                                                       | ميسا إجوشي 6–3، 6–3                                           | ريكا فوجيوارا                            | وانغ كيانغ ناتسومي هامامورا                     | مونيك أدامكزاك كسينيا ليكينا أولغا بوتشكوفا ميابي إينوي                         |
| 16 مايو | كارويزاوا، اليابان Carpet $25،000 جدول المباريات الفردية – جدول المباريات الزوجية                                                       | شاكو أوياما ريكا فوجيوارا 6–4، 6–4                            | ناتسومي هامامورا أيومي أوكا              | وانغ كيانغ ناتسومي هامامورا                     | مونيك أدامكزاك كسينيا ليكينا أولغا بوتشكوفا ميابي إينوي                         |
| 16 مايو | ريثيمنو، اليونان ملعب صلب $10،000 جدول المباريات الفردية – جدول المباريات الزوجية                                                       | ألكسندرا أرتامونوفا 6–2، 6–4                                  | سامانثا موراي                            | ديانا أروتيونوفا كارولينا بيتانكورت             | آنا فيتزباتريك ليزا سابينو أوفري لانكري ديانا مارسنكفيتشا                       |
| 16 مايو | ريثيمنو، اليونان ملعب صلب $10،000 جدول المباريات الفردية – جدول المباريات الزوجية                                                       | ألكسندرا أرتامونوفا ديانا مارسنكفيتشا 6–2، 6–3                | آنا فيتزباتريك جيد ويندلي                | ديانا أروتيونوفا كارولينا بيتانكورت             | آنا فيتزباتريك ليزا سابينو أوفري لانكري ديانا مارسنكفيتشا                       |
| 16 مايو | جزيرة إيتاباريكا، البرازيل ملعب صلب $10،000 جدول المباريات الفردية – جدول المباريات الزوجية                                             | أندريا بينيتيز 6–2، 6–3                                       | فينيسا فورلانيتو                         | فيفيان سغنيني أماندا كاريراس                    | كارلا فورت دانييلا سيغيل مونيك ألبوكيرك ناثاليا روسي                            |
| 16 مايو | جزيرة إيتاباريكا، البرازيل ملعب صلب $10،000 جدول المباريات الفردية – جدول المباريات الزوجية                                             | سيسيليا كوستا ميلغار فلافيا غيمارايش بوينو 6–3، 3–6، [10–8]   | إيزابيلا روباني لوسيانا سارمينتي         | فيفيان سغنيني أماندا كاريراس                    | كارلا فورت دانييلا سيغيل مونيك ألبوكيرك ناثاليا روسي                            |
| 23 مايو | كارسون (كاليفورنيا)، الولايات المتحدة ملعب صلب $50،000 جدول المباريات الفردية – جدول المباريات الزوجية                                  | كاميلا جيورجي 7–6(7–4)، 6–1                                   | أليكسا جلاتش                             | أشلي وينهولد تايلور تاونسند                     | جيسيكا بيجلا تيودورا ميرسك ياسمين شناك كيارا شول                                |
| 23 مايو | كارسون (كاليفورنيا)، الولايات المتحدة ملعب صلب $50،000 جدول المباريات الفردية – جدول المباريات الزوجية                                  | ألكسندرا مولر آسيا محمد 6–2، 6–3                              | كريستينا فوسانو ياسمين شناك              | أشلي وينهولد تايلور تاونسند                     | جيسيكا بيجلا تيودورا ميرسك ياسمين شناك كيارا شول                                |
| 23 مايو | تشانغوون، كوريا الجنوبية ملعب صلب $25،000 جدول المباريات الفردية – جدول المباريات الزوجية                                               | شانيل سيموندز 6–2، 6–2                                        | يوريكا سما                               | ماريا فرناندا ألفاريز تيران إريكا تاكاو         | جانغ سو جونج هان سونغ هي تتيانا أريفيفا هونج سيونغ يون                          |
| 23 مايو | تشانغوون، كوريا الجنوبية ملعب صلب $25،000 جدول المباريات الفردية – جدول المباريات الزوجية                                               | تشان هاو تشينغ تشينغ سيساي 6–2، 4–6، [11–9]                   | يوريكا سما إريكا تاكاو                   | ماريا فرناندا ألفاريز تيران إريكا تاكاو         | جانغ سو جونج هان سونغ هي تتيانا أريفيفا هونج سيونغ يون                          |
| 23 مايو | 2011 بطولة تورنيو إنترناسيونال فيمينيل تشيتا دي غرادو غرادو، إيطاليا ملعب ترابي $25٬000 جدول المباريات الفردية – جدول المباريات الزوجية | أجلا توملجانوفيتش 6–2، 6–4                                    | الكسندرا كادانتو                         | نينا براتشيكوفا أوليفيا روجوفسكا                | إيفون موزبرجر إليتسا كوستوفا إيكاترينا ايفانوفا لينكا جريكوفا                   |
| 23 مايو | 2011 بطولة تورنيو إنترناسيونال فيمينيل تشيتا دي غرادو غرادو، إيطاليا ملعب ترابي $25٬000 جدول المباريات الفردية – جدول المباريات الزوجية | ماريا إيروغيين إيكاترينا ايفانوفا 6–3، 6–0                    | ليو زانتيج سان شنجنان                    | نينا براتشيكوفا أوليفيا روجوفسكا                | إيفون موزبرجر إليتسا كوستوفا إيكاترينا ايفانوفا لينكا جريكوفا                   |
| 23 مايو | عنتاب، تركيا ملعب صلب $10٬000 جدول المباريات الفردية – جدول المباريات الزوجية                                                           | ميليس سيزر 6–2، 6–1                                           | هوليا فيليايفا                           | دانييلا دومينيكوفيتش آني أميراغيان              | جوانا-نينا سافا إيفجينيا سفينتسوفا باشاك إرايدن إيزابيلا شنيكوفا                |
| 23 مايو | عنتاب، تركيا ملعب صلب $10٬000 جدول المباريات الفردية – جدول المباريات الزوجية                                                           | آني أميراغيان باشاك إرايدن 6–2، 6–3                           | دانييلا دومينيكوفيتش ميليس سيزر          | دانييلا دومينيكوفيتش آني أميراغيان              | جوانا-نينا سافا إيفجينيا سفينتسوفا باشاك إرايدن إيزابيلا شنيكوفا                |
| 23 مايو | فيلينيه، سلوفينيا ملعب ترابي $10،000 جدول المباريات الفردية – جدول المباريات الزوجية                                                    | سكارليت ويرنر 6–2، 6–2                                        | سيلفيا نجيريتش                           | ديا إفتيموفا كارين مورغوشوفا                    | مارتينا بوريتسكا كارولينا بيلوت إيزابيل رابيساردا كالفو ميلانا شبريمو           |
| 23 مايو | فيلينيه، سلوفينيا ملعب ترابي $10،000 جدول المباريات الفردية – جدول المباريات الزوجية                                                    | مارينا أبراموفيتش (تنس) سكارليت ويرنر 6–4، 6–4                | ديانا رايكوفيتش داليا زافيروفا           | ديا إفتيموفا كارين مورغوشوفا                    | مارتينا بوريتسكا كارولينا بيلوت إيزابيل رابيساردا كالفو ميلانا شبريمو           |
| 23 مايو | بوخارست، رومانيا ملعب ترابي $10،000 جدول المباريات الفردية – جدول المباريات الزوجية                                                     | إيلورا دابييا 6–4، 6–2                                        | لورا-إيوانا أندريي                       | سابينا لوبو جوليا كيميلمان                      | أندريا ڤايديانو بولينا فينوجرادوفا كاميليا هريستيا بيانكا هينكو                 |
| 23 مايو | بوخارست، رومانيا ملعب ترابي $10،000 جدول المباريات الفردية – جدول المباريات الزوجية                                                     | لورا إيونا أندري كاميليا هريستيا 7–6(7–5)، 6–1                | سيسيليا إيستلاندر كاثارينا نجرين         | سابينا لوبو جوليا كيميلمان                      | أندريا ڤايديانو بولينا فينوجرادوفا كاميليا هريستيا بيانكا هينكو                 |
| 23 مايو | غوتكسو، إسبانيا ملعب ترابي $10،000 جدول المباريات الفردية – جدول المباريات الزوجية                                                      | يفجينيا كريفوروتشكو 7–6(9–7)، 3–6، 7–6(7–5)                   | إليكسان ليشيميا                          | إيفا فرنانديز بروجوز ساندرا سولير سول           | إيفون كافالي ريميرز ارابيلا فرناندز رابنر كارولينا نواك مارجيت رتل              |
| 23 مايو | غوتكسو، إسبانيا ملعب ترابي $10،000 جدول المباريات الفردية – جدول المباريات الزوجية                                                      | إيفا فرنانديز بروجوز ارابيلا فرناندز رابنر 7–5، 6–1           | مارغريتا لازاريفا شيلا سولسونا كاركاسونا | إيفا فرنانديز بروجوز ساندرا سولير سول           | إيفون كافالي ريميرز ارابيلا فرناندز رابنر كارولينا نواك مارجيت رتل              |
| 23 مايو | سمتر، الولايات المتحدة ملعب صلب $10،000 جدول المباريات الفردية – جدول المباريات الزوجية                                                 | ألكسيس كينغ 6–3، 7–5                                          | بروك أوستين                              | هايلي كارتر بوجانا بوبوسيك                      | نيكا كوخارتشوك ويتني جونز كايل مكفيليبس نيكولا سلاتر                            |
| 23 مايو | سمتر، الولايات المتحدة ملعب صلب $10،000 جدول المباريات الفردية – جدول المباريات الزوجية                                                 | بوجانا بوبوسيك نيكولا سلاتر 4–6، 7–5، [10–6]                  | إبوني بانوهو ستورم ساندرز                | هايلي كارتر بوجانا بوبوسيك                      | نيكا كوخارتشوك ويتني جونز كايل مكفيليبس نيكولا سلاتر                            |
| 23 مايو | ديربان، جنوب أفريقيا ملعب صلب $10،000 جدول المباريات الفردية – جدول المباريات الزوجية                                                   | نيكول روتمان 6–7(4–7)، 7–5، 6–1                               | كاترينا كرامبيروفا                       | زوزانا لينهوفا سورينا دو بير                    | جينيفر ألان مالو إجديسجارد تيجان إدواردز ناتاشا فوروقلاس                        |
| 23 مايو | ديربان، جنوب أفريقيا ملعب صلب $10،000 جدول المباريات الفردية – جدول المباريات الزوجية                                                   | كاترينا كرامبيروفا زوزانا لينهوفا 6–3، 3–6، [10–8]            | مالو إجديسجارد نيكول روتمان              | زوزانا لينهوفا سورينا دو بير                    | جينيفر ألان مالو إجديسجارد تيجان إدواردز ناتاشا فوروقلاس                        |
| 23 مايو | بانكوك، تايلاند ملعب صلب $25،000 جدول المباريات الفردية – جدول المباريات الزوجية                                                        | أيو فاني دامايانتي 3–6، 6–2، 6–3                              | جوليا كوهين                              | بينجتارن بليبويتش مارتا سيروتكينا               | ساندرا زانيوسكا ميلاني كلافنير لو جيا شيانغ فاراتشايا وونجتينتشاي               |
| 23 مايو | بانكوك، تايلاند ملعب صلب $25،000 جدول المباريات الفردية – جدول المباريات الزوجية                                                        | لي تينغ فاراتشايا وونجتينتشاي 6–1، 6–4                        | أيو-فاني دامايانتي لافينيا تانانتا       | بينجتارن بليبويتش مارتا سيروتكينا               | ساندرا زانيوسكا ميلاني كلافنير لو جيا شيانغ فاراتشايا وونجتينتشاي               |
| 23 مايو | نيغاتا، اليابان ملعب صلب $25،000 جدول المباريات الفردية – جدول المباريات الزوجية                                                        | إريكا سما 7–6(7–5)، 6–4                                       | ساتشي إيشيزو                             | شيهو أكيتا وانغ كيانغ                           | ميسا إجوشي يوكو موري أكيكو يونيمورا رييمي تيزوكا                                |
| 23 مايو | نيغاتا، اليابان ملعب صلب $25،000 جدول المباريات الفردية – جدول المباريات الزوجية                                                        | ناتسومي هامامورا إريكا سما 6–1، 6–2                           | أكاري إينووي أيومي أوكا                  | شيهو أكيتا وانغ كيانغ                           | ميسا إجوشي يوكو موري أكيكو يونيمورا رييمي تيزوكا                                |
| 23 مايو | باروس، اليونان سجاد $10،000 جدول المباريات الفردية – جدول المباريات الزوجية                                                             | كارين باربات 6–1، 7–5                                         | ديسبينا فوجاساري                         | تمارا تشروفيتش كيم جراجديك                      | سامانثا باورز أنستاسيا خارشينكو جوليا موريارتي يوليا ليسا                       |
| 23 مايو | باروس، اليونان سجاد $10،000 جدول المباريات الفردية – جدول المباريات الزوجية                                                             | تمارا تشروفيتش يوليا ليسا 3–6، 6–0، [11–9]                    | كيم جراجديك أنستاسيا خارشينكو            | تمارا تشروفيتش كيم جراجديك                      | سامانثا باورز أنستاسيا خارشينكو جوليا موريارتي يوليا ليسا                       |
| 23 مايو | رعنانا، إسرائيل ملعب صلب $10،000 جدول المباريات الفردية – جدول المباريات الزوجية                                                        | فاليريا باتيوك 6–4، 2–6، 6–1                                  | كيرين شلومو                              | كليليا ميلينا منيشا فوستر                       | جوليا فاليتوفا ستيفاني شيموني رونا لافيان ياسمين كلارك                          |
| 23 مايو | رعنانا، إسرائيل ملعب صلب $10،000 جدول المباريات الفردية – جدول المباريات الزوجية                                                        | أوفري لانكري فاليريا باتيوك 6–2، 6–1                          | لي أور مارجريتا-جريتا سكريبنيك           | كليليا ميلينا منيشا فوستر                       | جوليا فاليتوفا ستيفاني شيموني رونا لافيان ياسمين كلارك                          |
| 23 مايو | جزيرة إتاباريكا، البرازيل ملعب صلب $25،000 جدول المباريات الفردية – جدول المباريات الزوجية                                              | روكسان فيسمبيرج 6–0، 6–1                                      | فيفيان سغنيني                            | ناتاليا روسي أرانزا سالو                        | آنا كلارا دوارتي أندريا بينيتيز فيرونيكا سبيد رويج فينيسا فورلانيتو             |
| 23 مايو | جزيرة إتاباريكا، البرازيل ملعب صلب $25،000 جدول المباريات الفردية – جدول المباريات الزوجية                                              | مونيك ألبوكيرك أرانزا سالو 6–3، 4–6، [11–9]                   | فيفيان سغنيني روكسان فيسمبيرج            | ناتاليا روسي أرانزا سالو                        | آنا كلارا دوارتي أندريا بينيتيز فيرونيكا سبيد رويج فينيسا فورلانيتو             |
| 23 مايو | جاكرتا، إندونيسيا ملعب صلب $10،000 جدول المباريات الفردية – جدول المباريات الزوجية                                                      | تشو لين 7–6(7–4)، 6–3                                         | ناديا عبد الله                           | جيسي رومبيس خوان تينغ-فاي                       | يانغ زي دينغ مينغ نينغ أو شوانشوو ساندي جوموليا                                 |
| 23 مايو | جاكرتا، إندونيسيا ملعب صلب $10،000 جدول المباريات الفردية – جدول المباريات الزوجية                                                      | تشانغ كيلين تشينغ جون يي 6–2، 6–4                             | بيلا ديستريانا ناديه سريفة               | جيسي رومبيس خوان تينغ-فاي                       | يانغ زي دينغ مينغ نينغ أو شوانشوو ساندي جوموليا                                 |
| 30 مايو | 2011 لقب إيغون نوتنغهام، المملكة المتحدة عشب $75٬000+H فردي – زوجي                                                                      | إيليني دانيليدو 1–6، 6–4، 6–2                                 | أولجا جوفورتسوفا                         | ميشيل لارشر دي بريتو أليسون ريسك                | ستيفاني فوريز غاكون سلون ستيفنز تاميرا باسيك رومينا أوبراندي                    |
| 30 مايو | 2011 لقب إيغون نوتنغهام، المملكة المتحدة عشب $75٬000+H فردي – زوجي                                                                      | كيميكو داتي كرم جانغ شواي 6–4، 7–6(9–7)                       | راكيل كوبس جونز أبيغيل سبيرز             | ميشيل لارشر دي بريتو أليسون ريسك                | ستيفاني فوريز غاكون سلون ستيفنز تاميرا باسيك رومينا أوبراندي                    |
| 30 مايو | إنفوند أوبن ماريبور، سلوفينيا ملعب ترابي $25٬000 قرعة المباريات الفردية والزوجية نسخة محفوظة 2016-04-03 على موقع واي باك مشين.          | ناستجا كولار 7–5، 6–4                                         | ماشا زيك بشكيريتش                        | أناليزا بونا ديا إفتيموفا                       | ماريا إيروغيين أني ميجاتشيكا تيليانا بيريرا آنا فرلجيتش                         |
| 30 مايو | إنفوند أوبن ماريبور، سلوفينيا ملعب ترابي $25٬000 قرعة المباريات الفردية والزوجية نسخة محفوظة 2016-04-03 على موقع واي باك مشين.          | كارين كاستيبلانكو أدريانا بيريز 6–3، 7–6(11–9)                | أني ميجاتشيكا آنا فرلجيتش                | أناليزا بونا ديا إفتيموفا                       | ماريا إيروغيين أني ميجاتشيكا تيليانا بيريرا آنا فرلجيتش                         |
| 30 مايو | غيمتشون، كوريا الجنوبية ملعب صلب $25٬000 جدول المباريات الفردية – جدول المباريات الزوجية                                                | يو مي 6–3، 3–6، 6–1                                           | يوريكا سما                               | هونغ هيون-هوي ماريا فرناندا ألفاريز تيران       | دوان ينغينغ كم سو جونغ تتيانا أريفيفا هان سونغ هي                               |
| 30 مايو | غيمتشون، كوريا الجنوبية ملعب صلب $25٬000 جدول المباريات الفردية – جدول المباريات الزوجية                                                | تشان هاو تشينغ ري مي تيزوكا 7–5، 6–4                          | كم جي يونغ يو مي                         | هونغ هيون-هوي ماريا فرناندا ألفاريز تيران       | دوان ينغينغ كم سو جونغ تتيانا أريفيفا هان سونغ هي                               |
| 30 مايو | 2011 كأس زوبر برشيروف، جمهورية التشيك ملعب ترابي $25،000 فردي – زوجي                                                                    | ريكا-لوكا ياني 6–0، 6–3                                       | كارولينا بلسكوفا                         | زوزانا لوكناروفا يلينا سفيتولينا                | سارة-ربيكا سيكوليتش مارتينا كوبيتشكوفا لينكا وينروفا ريناتا فوراكوفا            |
| 30 مايو | 2011 كأس زوبر برشيروف، جمهورية التشيك ملعب ترابي $25،000 فردي – زوجي                                                                    | كاترينا كرامبروفا كارولينا بلسكوفا 6–3، 6–4                   | ليودميلا كيتشينوك ناديا كيتشينوك         | زوزانا لوكناروفا يلينا سفيتولينا                | سارة-ربيكا سيكوليتش مارتينا كوبيتشكوفا لينكا وينروفا ريناتا فوراكوفا            |
| 30 مايو | كانتانهيدي، البرتغال سجاد $10،000 جدول المباريات الفردية – جدول المباريات الزوجية                                                       | ماغالي دي لاتر 6–2، 6–4                                       | أندريا غاميز                             | كونستانس سيبيل زيمينا هيرموسو                   | سيلفيا زاجورسكا دانييل ميلز ريتا فيلاسا إيما فلوود                              |
| 30 مايو | كانتانهيدي، البرتغال سجاد $10،000 جدول المباريات الفردية – جدول المباريات الزوجية                                                       | دانييل ميلز كيلا ريزولو 7–5، 6–1                              | ناتاليا سيدليسكا سيلفيا زاجورسكا         | كونستانس سيبيل زيمينا هيرموسو                   | سيلفيا زاجورسكا دانييل ميلز ريتا فيلاسا إيما فلوود                              |
| 30 مايو | جزيرة هيلتون هيد (كارولاينا الجنوبية)، الولايات المتحدة ملعب صلب $10،000 جدول المباريات الفردية – جدول المباريات الزوجية                | ألكسندرا مولر 6–2، 6–0                                        | بوجانا بوبوسيك                           | يان أبازا ديان هولاندز                          | أماندا مكدوال مارينا جيرال لوبيس ماكال هاركينز أنجلينا جابويفا                  |
| 30 مايو | جزيرة هيلتون هيد (كارولاينا الجنوبية)، الولايات المتحدة ملعب صلب $10،000 جدول المباريات الفردية – جدول المباريات الزوجية                | ماكال هاركينز أماندا مكدوال 6–3، 6–3                          | ويتني جونز ألكسندرا مولر                 | يان أبازا ديان هولاندز                          | أماندا مكدوال مارينا جيرال لوبيس ماكال هاركينز أنجلينا جابويفا                  |
| 30 مايو | مدريد، إسبانيا ملعب صلب $10،000 جدول المباريات الفردية – جدول المباريات الزوجية                                                         | لوسيا سيرفيرا فاسكيز 6–4، 7–5                                 | زينيا كنول                               | أرابيلا فرنانديز رابنر جوليا كيملمان            | إيفون كافال رييمرز أليخاندرا ستاركوفا كارمن لوبيز رويدا ديانا أروتيونوفا        |
| 30 مايو | مدريد، إسبانيا ملعب صلب $10،000 جدول المباريات الفردية – جدول المباريات الزوجية                                                         | روسيو دي لا توري سانشيز أولجا سايز لارا 6–4، 4–6، [10–8]      | إيزابيلا شنيكوفا جوليا ستاماتوفا         | أرابيلا فرنانديز رابنر جوليا كيملمان            | إيفون كافال رييمرز أليخاندرا ستاركوفا كارمن لوبيز رويدا ديانا أروتيونوفا        |
| 30 مايو | بانكوك، تايلاند ملعب صلب $25،000 جدول المباريات الفردية – جدول المباريات الزوجية                                                        | مارتا سيروتكينا 6–4، 6–3                                      | لوكسيكا كومخوم                           | تامارين هندلر بيا سومالينين                     | فاراتشايا وونجتينتشاي لافينيا تانانتا لي تينج نيشا ليرتبيتاكسينتشاي             |
| 30 مايو | بانكوك، تايلاند ملعب صلب $25،000 جدول المباريات الفردية – جدول المباريات الزوجية                                                        | لي تينج فاراتشايا وونجتينتشاي 5–7، 7–6(7–5)، [10–5]           | أيو-فاني دامايانتي لافينيا تانانتا       | تامارين هندلر بيا سومالينين                     | فاراتشايا وونجتينتشاي لافينيا تانانتا لي تينج نيشا ليرتبيتاكسينتشاي             |
| 30 مايو | ميه، اليابان سجاد $10،000 جدول المباريات الفردية – جدول المباريات الزوجية                                                               | ميهارو إيمانيشي 6–4، 6–3                                      | ريكو ساوياناجي                           | كازوسا إيتو يومي ميازاكي                        | يوكا هيغوتشي شيرو تاكاياما مانا أيوكاوا يووكي تاناكا                            |
| 30 مايو | ميه، اليابان سجاد $10،000 جدول المباريات الفردية – جدول المباريات الزوجية                                                               | شيوري أراكي ريسا هاسيغاوا 6–3، 7–6(7–3)                       | ريكو ساوياناغي شيرو تاكاياما             | كازوسا إيتو يومي ميازاكي                        | يوكا هيغوتشي شيرو تاكاياما مانا أيوكاوا يووكي تاناكا                            |
| 30 مايو | 2011 تورينو إنترناسيونالي فيمينيلي أنتيكو تيرو أ فولو تيرو أ فولو – روما، إيطاليا ملعب ترابي $50،000 فردي – زوجي                        | كريستينا مكهيل 6–2، 6–4                                       | إيكاترينا إيفانوفا                       | ليانا أنجور نينا براتشيكوفا                     | ليتيسيا كوستاس تتيانا لوزانسكا إيرينا بريمون كرامي نارا                         |
| 30 مايو | 2011 تورينو إنترناسيونالي فيمينيلي أنتيكو تيرو أ فولو تيرو أ فولو – روما، إيطاليا ملعب ترابي $50،000 فردي – زوجي                        | صوفي فيرغسون سالي بيرز بدون منافسة                            | ماجدا لينيت ليانا أنجور                  | ليانا أنجور نينا براتشيكوفا                     | ليتيسيا كوستاس تتيانا لوزانسكا إيرينا بريمون كرامي نارا                         |
| 30 مايو | فلورنسا، ملعب ترابي ملعب صلب $10،000 جدول المباريات الفردية – جدول المباريات الزوجية                                                    | أناستازيا جريمالسكا 6–0، 4–6، 6–1                             | إليكسان ليشيميا                          | كارولينا بيلوت بينديتا دافاتيو                  | ميهايلا بوزارنيسكو أليس بالدوتشي أليس سافوريتّي زوزانا زلوشوفا                   |
| 30 مايو | فلورنسا، ملعب ترابي ملعب صلب $10،000 جدول المباريات الفردية – جدول المباريات الزوجية                                                    | ميهايلا بوزارنيسكو زوزانا زلوشوفا 6–3، 6–4                    | نيكول كليريكو فالنتينا سولبيزيو          | كارولينا بيلوت بينديتا دافاتيو                  | ميهايلا بوزارنيسكو أليس بالدوتشي أليس سافوريتّي زوزانا زلوشوفا                   |
| 30 مايو | باروس، اليونان سجادة $10،000 جدول المباريات الفردية – جدول المباريات الزوجية                                                            | تمارا تشروفيتش 6–4، 6–1                                       | يوليا ليسا                               | ألكسندرا رومانوفا نوريا باريزاس دياز            | ماريا سكاري ستماتيا فافاليو أنجيليكاييري أناستاسيا خارتشينكو                    |
| 30 مايو | باروس، اليونان سجادة $10،000 جدول المباريات الفردية – جدول المباريات الزوجية                                                            | تمارا تشروفيتش يوليا ليسا 6–4، 7–5                            | أنيليس تيبر بيانكا تيبر                  | ألكسندرا رومانوفا نوريا باريزاس دياز            | ماريا سكاري ستماتيا فافاليو أنجيليكاييري أناستاسيا خارتشينكو                    |
| 30 مايو | سورابايا، إندونيسيا ملعب صلب $10،000 جدول المباريات الفردية – جدول المباريات الزوجية                                                    | ساندي جوموليا 6–1، 1–6، 6–1                                   | جيسي رومبيس                              | تشانغ كيلين Zhu Lin                             | أو شوانشوو تشو آي وين يانغ زي ناديا أبدالا                                      |
| 30 مايو | سورابايا، إندونيسيا ملعب صلب $10،000 جدول المباريات الفردية – جدول المباريات الزوجية                                                    | جيسي رومبيس غريس ساري يسيدورا 6–3، 6–4                        | ساندي جوموليا سينثيا ميليتا              | تشانغ كيلين Zhu Lin                             | أو شوانشوو تشو آي وين يانغ زي ناديا أبدالا                                      |

## يونيو
| الأسبوع  | البطولة | الفائزات                                                  | الوصيفات                                    | المتأهلات لنصف النهائي                        | المتأهلات لربع النهائي                                                     |
| -------- | --- | --------------------------------------------------------- | ------------------------------------------- | --------------------------------------------- | -------------------------------------------------------------------------- |
| 6 يونيو  | 2011 دورة أوبن جي دي إف سويز دي مارسيليا مارسيليا، فرنسا ملعب ترابي $100،000 فردي – زوجي                                 | بولين بارمنتييه 6–3، 6–2                                  | ايرينا كاميليا باغو                         | أناستازيا بيفوفاروفا أناستاسيا ياكيموفا       | ديانا بانوفيتش كارلا سواريز نافارو صوفي فيرغسون كورينا دينتوني             |
| 6 يونيو  | 2011 دورة أوبن جي دي إف سويز دي مارسيليا مارسيليا، فرنسا ملعب ترابي $100،000 فردي – زوجي                                 | ايرينا كاميليا باغو نينا براتشيكوفا 6–2، 6–2              | لورا-إيوان أندري مَدَلينا جوجنيا              | أناستازيا بيفوفاروفا أناستاسيا ياكيموفا       | ديانا بانوفيتش كارلا سواريز نافارو صوفي فيرغسون كورينا دينتوني             |
| 6 يونيو  | 2011 تحدي إييجون نوتنغهام نوتنغهام، المملكة المتحدة عشب $100،000+H فردي – زوجي                                           | إيلينا بالتاتشا 7–5، 6–3                                  | بيترا سيتكوفسكا                             | تامارين تاناسوجارن ستيفاني دوبوا              | مونيكا نيكوليسكو ماتيلد يوهانسون يفجينيا رودينا لوسي هراديكا               |
| 6 يونيو  | 2011 تحدي إييجون نوتنغهام نوتنغهام، المملكة المتحدة عشب $100،000+H فردي – زوجي                                           | إيفا بيرنروفا بيترا سيتكوفسكا 6–3، 6–2                    | ريجينا كولكوفا يفجينيا رودينا               | تامارين تاناسوجارن ستيفاني دوبوا              | مونيكا نيكوليسكو ماتيلد يوهانسون يفجينيا رودينا لوسي هراديكا               |
| 6 يونيو  | 2011 بطولة بطاقة ذكية مونت بلس زلين، جمهورية التشيك ملعب ترابي $50،000+H فردي – زوجي                                     | باتريسيا ماير أخلايتنر 6–1، 6–0                           | كسينيا بيرفاك                               | يوليا بيجيلزيمير آنا لينا غرونفيلد            | لينكا وينروفا Alexandra Cadanțu Zuzana Luknárová هايدي الطباخ              |
| 6 يونيو  | 2011 بطولة بطاقة ذكية مونت بلس زلين، جمهورية التشيك ملعب ترابي $50،000+H فردي – زوجي                                     | يوليا بيجيلزيمير مارجاليتا تشاخناشفيلي 3–6، 6–1، [10–8]   | Réka-Luca Jani كاتالين ماروسي               | يوليا بيجيلزيمير آنا لينا غرونفيلد            | لينكا وينروفا Alexandra Cadanțu Zuzana Luknárová هايدي الطباخ              |
| 6 يونيو  | 2011 دولي Molise كمبباسة، إيطاليا ملعب ترابي $25،000 فردي – زوجي                                                         | كارين كناب 6–2، 6–4                                       | أليز ليم                                    | أني ميجاتشيكا أندريا كوخ بنفنوتو              | ماريا إيروغيين فيديريكا دي سارا مارتينا جليداتشيفا أليس بالدوتشي           |
| 6 يونيو  | 2011 دولي Molise كمبباسة، إيطاليا ملعب ترابي $25،000 فردي – زوجي                                                         | ميلين أرويو ماريا إيروغيين 6–2، 3–6، [13–11]              | أني ميجاتشيكا إيرينا بافلوفيتش              | أني ميجاتشيكا أندريا كوخ بنفنوتو              | ماريا إيروغيين فيديريكا دي سارا مارتينا جليداتشيفا أليس بالدوتشي           |
| 6 يونيو  | 2011 بطولة مجتمع هانت للسيدات المحترفات في التنس USTA إل باسو (تكساس)، الولايات المتحدة ملعب صلب $25،000 الفردي – الزوجي | تشيشي شول 7–5، 7–5                                        | بترا رامبري                                 | أليونا سوتنيكوفا أشلي وينهولد                 | ماري إيف بللوتيه ماريا فرناندا ألفاريز تيران أماندا فينك ألكسندرا مولر     |
| 6 يونيو  | 2011 بطولة مجتمع هانت للسيدات المحترفات في التنس USTA إل باسو (تكساس)، الولايات المتحدة ملعب صلب $25،000 الفردي – الزوجي | تشيشي شول أليونا سوتنيكوفا 7–5، 4–6، [10–8]               | أماندا فينك ياسمين شناك                     | أليونا سوتنيكوفا أشلي وينهولد                 | ماري إيف بللوتيه ماريا فرناندا ألفاريز تيران أماندا فينك ألكسندرا مولر     |
| 6 يونيو  | طوكيو، اليابان ملعب صلب $10،000 جدول المباريات الفردية – جدول المباريات الزوجية                                          | أكيكو أومائي 6–3، 6–4                                     | ميسا إجوشي                                  | يورينا كوشينو ماري تاناكا                     | يوكي إيتو أيوومي أوكا مايا كاتو أكاري إينو                                 |
| 6 يونيو  | طوكيو، اليابان ملعب صلب $10،000 جدول المباريات الفردية – جدول المباريات الزوجية                                          | يوكا هيغوتشي هيرونو واتانابي 6–2، 6–3                     | ميابي إينو ساكيكو شيميزو                    | يورينا كوشينو ماري تاناكا                     | يوكي إيتو أيوومي أوكا مايا كاتو أكاري إينو                                 |
| 6 يونيو  | تايبيه، تايبيه الصينية ملعب صلب $10،000 جدول المباريات الفردية – جدول المباريات الزوجية                                  | جوان تينغ في 6–4، 7–6(7–1)                                | لي يا شوآن                                  | يومي ميازاكي هسيه شو-يينغ                     | لي هوا-تشن كانغ سو كيونغ توموكو سوغانو يانغ زي                             |
| 6 يونيو  | تايبيه، تايبيه الصينية ملعب صلب $10،000 جدول المباريات الفردية – جدول المباريات الزوجية                                  | تشان تشين وي كاو شاو-يوان 6–3، 6–2                        | تساو فانغ-تشي يانغ تشيا هسين                | يومي ميازاكي هسيه شو-يينغ                     | لي هوا-تشن كانغ سو كيونغ توموكو سوغانو يانغ زي                             |
| 6 يونيو  | أمارنتة ملعب صلب $10،000 جدول المباريات الفردية – جدول المباريات الزوجية                                                 | ماغالي دي لاتر 6–1، 6–1                                   | باربارا لوز                                 | ناتاليا سيدليسكا سيلفيا زاغورسكا              | ياسمين كلارك نوريا باريزاس دياز كونستانس سيبيل إيمي بوتل                   |
| 6 يونيو  | أمارنتة ملعب صلب $10،000 جدول المباريات الفردية – جدول المباريات الزوجية                                                 | إيمي بوتل ياسمين كلارك 6–2، 6–3                           | كاثارينا نجرين كونستانس سيبيل               | ناتاليا سيدليسكا سيلفيا زاغورسكا              | ياسمين كلارك نوريا باريزاس دياز كونستانس سيبيل إيمي بوتل                   |
| 6 يونيو  | مدريد، إسبانيا ملعب ترابي $10،000 جدول المباريات الفردية – جدول المباريات الزوجية                                        | ليزا سابينو 7–5، 6–3                                      | إيزابيلا شنيكوفا                            | لوسيا سيرفيرا فاسكيز روثيو دي لا توري-سانشيز  | أرابيلا فيرنانديز رابنر ساندرا سولير سولا كارمن لوبيز-رويدا أندريا فيداينو |
| 6 يونيو  | مدريد، إسبانيا ملعب ترابي $10،000 جدول المباريات الفردية – جدول المباريات الزوجية                                        | ليزا سابينو أندريا فيداينو 6–4، 6–1                       | بينيديتا دافاتيو زينيا كنول                 | لوسيا سيرفيرا فاسكيز روثيو دي لا توري-سانشيز  | أرابيلا فيرنانديز رابنر ساندرا سولير سولا كارمن لوبيز-رويدا أندريا فيداينو |
| 6 يونيو  | ألمير، هولندا ملعب ترابي $10،000 جدول المباريات الفردية – جدول المباريات الزوجية                                         | آنا كورزينياك 6–2، 7–5                                    | هيلدا ميلاندر                               | أنيت كونتافيت فانيسا هينكه                    | نيكوليت فان أوترت إيفا واكانو نينا تساندر كارولينا نوفاك                   |
| 6 يونيو  | ألمير، هولندا ملعب ترابي $10،000 جدول المباريات الفردية – جدول المباريات الزوجية                                         | لين شونهاغه جيزلين فان بال 6–2، 6–4                       | سابرينا باومغارتن فاليريا بودا              | أنيت كونتافيت فانيسا هينكه                    | نيكوليت فان أوترت إيفا واكانو نينا تساندر كارولينا نوفاك                   |
| 6 يونيو  | سانتوس، ساو باولو، البرازيل ملعب ترابي $10،000 جدول المباريات الفردية – جدول المباريات الزوجية                           | أندريا بينيتيز 6–0، 6–1                                   | كارلا فورت                                  | ناتالي كوراتا مونيك ألبوكيرك                  | فرناندا فارياس غابرييلا سي إدواردا بياي ناتاشا لوتوفو                      |
| 6 يونيو  | سانتوس، ساو باولو، البرازيل ملعب ترابي $10،000 جدول المباريات الفردية – جدول المباريات الزوجية                           | إدواردا بياي كارينا سوزا 6–4، 6–4                         | أندريا بينيتيز راكيل بيلتشر                 | ناتالي كوراتا مونيك ألبوكيرك                  | فرناندا فارياس غابرييلا سي إدواردا بياي ناتاشا لوتوفو                      |
| 6 يونيو  | جاكرتا، إندونيسيا ملعب صلب $10،000 جدول المباريات الفردية – جدول المباريات الزوجية                                       | أيو فاني دامايانتي 6–4، 6–3                               | تشانغ كيلين                                 | تشونغ يي بيا سومالينين                        | غريس ساري يزورارا ين شيانغهونغ تشو لين أو شوانشوو                          |
| 6 يونيو  | جاكرتا، إندونيسيا ملعب صلب $10،000 جدول المباريات الفردية – جدول المباريات الزوجية                                       | أيو فاني ديمايانتي لافينيا تانانتا 7–5، 6–4               | بيلا ديستريانا سينثيا ميليتا                | تشونغ يي بيا سومالينين                        | غريس ساري يزورارا ين شيانغهونغ تشو لين أو شوانشوو                          |
| 6 يونيو  | نيرغهازا، المجر ملعب ترابي 10،000 دولار جدول المباريات الفردية – جدول المباريات الزوجية                                  | سيمونا دوبرا 6–4، 6–2                                     | دانكا كوفينتش                               | إيفون نويورث فاسيليزا بولغاكوفا               | زوفيا ميكو سابينا لوبو ليزا ماريا ريشمان غراسيا رادوفانوفيتش               |
| 6 يونيو  | نيرغهازا، المجر ملعب ترابي 10،000 دولار جدول المباريات الفردية – جدول المباريات الزوجية                                  | سيمونا دوبرا مونيكا توموفا 6–1، 3–6، [10–7]               | فاسيليزا بولغاكوفا رالوكا إلينا بلاتون      | إيفون نويورث فاسيليزا بولغاكوفا               | زوفيا ميكو سابينا لوبو ليزا ماريا ريشمان غراسيا رادوفانوفيتش               |
| 6 يونيو  | روساريو، سانتا في، الأرجنتين ملعب ترابي 10،000 دولار جدول المباريات الفردية – جدول المباريات الزوجية                     | جورجيلينا كرافيرو 4–6، 6–3، 6–4                           | فينيسا فورلانيتو                            | أرانزا سالو لوسيانا سارمينتي                  | كاثرين ميراندا تشانغ آنا صوفيا سانشيز غوادالوبي مورينو غابرييلا كوغلير     |
| 6 يونيو  | روساريو، سانتا في، الأرجنتين ملعب ترابي 10،000 دولار جدول المباريات الفردية – جدول المباريات الزوجية                     | جورجيلينا كرافيرو بيتينا خوزامي 6–2، 7–6(7–4)             | فلورنسيا دي بيازي فينيسا فورلانيتو          | أرانزا سالو لوسيانا سارمينتي                  | كاثرين ميراندا تشانغ آنا صوفيا سانشيز غوادالوبي مورينو غابرييلا كوغلير     |
| 13 يونيو | آستانا، كازاخستان ملعب صلب $25،000 جدول المباريات الفردية – جدول المباريات الزوجية                                       | تيميا بابوش 0–6، 2–6                                      | تادجا ماجريتش                               | فيرونيكا كابشاي كيم جراجديك                   | إيكاترينا ياشينا ألكسندرا أرتامونوفا كاملا كيريمباييفا أناستاسيا يبيشيفا   |
| 13 يونيو | آستانا، كازاخستان ملعب صلب $25،000 جدول المباريات الفردية – جدول المباريات الزوجية                                       | فيرونيكا كابشاي إيكاترينا ياشينا 6–2، 3–6، [15–13]        | تمارا تشروفيتش سابينا شاريبوفا              | فيرونيكا كابشاي كيم جراجديك                   | إيكاترينا ياشينا ألكسندرا أرتامونوفا كاملا كيريمباييفا أناستاسيا يبيشيفا   |
| 13 يونيو | 2011 Open GDF سويز مونبلييه أغلوماسين هيرو مونبلييه، فرنسا ملعب ترابي $25،000 فردي – زوجي                                | بيبيان ويجيرس 4–6، 4–6                                    | ليتيسيا كوستاس موريرا                       | سارة غرونيرت إيرينا بافلوفيتش                 | أناليزا بونا ماريون جود إيفا فرناندز-برغييس إينيس فيرير سواريز             |
| 13 يونيو | 2011 Open GDF سويز مونبلييه أغلوماسين هيرو مونبلييه، فرنسا ملعب ترابي $25،000 فردي – زوجي                                | باولا كريستينا غونسالفيس مارينا زانيفسكا 6–4، 7–5         | إينيس فيرير سواريز مادالينا جوجنيا          | سارة غرونيرت إيرينا بافلوفيتش                 | أناليزا بونا ماريون جود إيفا فرناندز-برغييس إينيس فيرير سواريز             |
| 13 يونيو | 2011 Enka Cup إسطنبول، تركيا ملعب صلب 25،000 دولار Singles – Doubles                                                     | مارتا دوماتشوسكا 7–5، 6–3                                 | مارجاليتا تشاخناشفيلي                       | جاسمينا تينجيتش ديا إفتيموفا                  | Laura-Ioana Andrei كريستينا دينو دانييلا دومينيكوفيتش بيمرا أوزجن          |
| 13 يونيو | 2011 Enka Cup إسطنبول، تركيا ملعب صلب 25،000 دولار Singles – Doubles                                                     | مارتا دوماتشوسكا تيودورا ميرسك 6–4، 6–2                   | دانييلا دومينيكوفيتش ميليس سيزر             | جاسمينا تينجيتش ديا إفتيموفا                  | Laura-Ioana Andrei كريستينا دينو دانييلا دومينيكوفيتش بيمرا أوزجن          |
| 13 يونيو | خاركيف، أوكرانيا ملعب ترابي 25،000 دولار جدول المباريات الفردية – جدول المباريات الزوجية                                 | لينا ستانشوتيه 6–2، 6–1                                   | صوفيا شاباتافا                              | يانا بوتشينا كاتيرينا كوزلوفا                 | فالنتينا إيفاكنينكو يوليا كالابينا أولجا يانتشوك ميلاني كلافنير            |
| 13 يونيو | خاركيف، أوكرانيا ملعب ترابي 25،000 دولار جدول المباريات الفردية – جدول المباريات الزوجية                                 | فالنتينا إيفاكنينكو كاتيرينا كوزلوفا 6–4، 6–3             | ميلاني كلافنير لينا ستانشوتيه               | يانا بوتشينا كاتيرينا كوزلوفا                 | فالنتينا إيفاكنينكو يوليا كالابينا أولجا يانتشوك ميلاني كلافنير            |
| 13 يونيو | 2011 Padova Challenge Open باذوة، إيطاليا ملعب ترابي 25،000 دولار Singles – Doubles                                      | كريستينا ملادينوفيتش 3–6، 6–4، 6–0                        | كارين كناب                                  | ريكا لوسا ياني ناستجا كولار                   | إيريكا زانشيتا ميلانا سپريمو أنيزي زوتشيني سكارليت ويرنر                   |
| 13 يونيو | 2011 Padova Challenge Open باذوة، إيطاليا ملعب ترابي 25،000 دولار Singles – Doubles                                      | كريستينا ملادينوفيتش كاتارزينا بيتر 6–4، 6–3              | إيرينا بورياتشوك ريكا لوسا ياني             | ريكا لوسا ياني ناستجا كولار                   | إيريكا زانشيتا ميلانا سپريمو أنيزي زوتشيني سكارليت ويرنر                   |
| 13 يونيو | تايبيه، تايوان الصينية ملعب صلب $10،000 جدول المباريات الفردية – جدول المباريات الزوجية                                  | تشيه-يو سو 6–1، 6–4                                       | تشان تشين وي                                | شاي شيو-ينغ خوان تينغ-فاي                     | كانغ سيو-كيونغ لي هوا-تشن تشين ينغ-لينغ تاي يو-لين                         |
| 13 يونيو | تايبيه، تايوان الصينية ملعب صلب $10،000 جدول المباريات الفردية – جدول المباريات الزوجية                                  | تشان تشين وي كاو شاو-يوان 6–1، 7–5                        | شاي شيو-ينغ خوان تينغ-فاي                   | شاي شيو-ينغ خوان تينغ-فاي                     | كانغ سيو-كيونغ لي هوا-تشن تشين ينغ-لينغ تاي يو-لين                         |
| 13 يونيو | ألكمار، هولندا ملعب ترابي $10،000 جدول المباريات الفردية – جدول المباريات الزوجية                                        | إلينور دين 6–7(1–7)، 6–3، 6–1                             | دانييل هارمسن                               | سينا كايزر بولينا فينوغرادوفا                 | إستيل جيسارد إيزابيلا شنيكوفا إلين بويكينز فيفيان هايزن                    |
| 13 يونيو | ألكمار، هولندا ملعب ترابي $10،000 جدول المباريات الفردية – جدول المباريات الزوجية                                        | أولغا بروزدا نتاليا كولات 6–7(6–8)، 6–2، [10–2]           | كيمبرلي كاسار إيزابيلا شنيكوفا              | سينا كايزر بولينا فينوغرادوفا                 | إستيل جيسارد إيزابيلا شنيكوفا إلين بويكينز فيفيان هايزن                    |
| 13 يونيو | مونتيمور-أو-نوفو، البرتغال ملعب صلب $10،000 جدول المباريات الفردية – جدول المباريات الزوجية                              | غاربيني موغوروزا 6–4، 6–4                                 | أندريا غاميز                                | أماندا كاريراس باربارا لوز                    | جوليا باراسيوك بيلار دومينغيز-لوبيز نوريا باريزاس دياز زيمينا هيرموسو      |
| 13 يونيو | مونتيمور-أو-نوفو، البرتغال ملعب صلب $10،000 جدول المباريات الفردية – جدول المباريات الزوجية                              | أماندا كاريراس أندريا غاميز 6–3، 6–4                      | زيمينا هيرموسو إيفيت لوبيز                  | أماندا كاريراس باربارا لوز                    | جوليا باراسيوك بيلار دومينغيز-لوبيز نوريا باريزاس دياز زيمينا هيرموسو      |
| 13 يونيو | مدريد، إسبانيا ملعب ترابي $10،000 جدول المباريات الفردية – جدول المباريات الزوجية                                        | داريا سالنيكوفا 6–2، 7–6(7–5)                             | بينيديتا دافاتو                             | ألكساندرينا نايدينوفا ديانا أروتيونوفا        | أندريا فايدينو فيديريكا كويرشيا ساندرا سولير-سولا روثيو دي لا توري سانشيز  |
| 13 يونيو | مدريد، إسبانيا ملعب ترابي $10،000 جدول المباريات الفردية – جدول المباريات الزوجية                                        | روثيو دي لا توري سانشيز أولغا سايز لارا 7–6(7–2)، 6–4     | ليزا سابينو أندريا فايدينو                  | ألكساندرينا نايدينوفا ديانا أروتيونوفا        | أندريا فايدينو فيديريكا كويرشيا ساندرا سولير-سولا روثيو دي لا توري سانشيز  |
| 13 يونيو | كولونيا، ألمانيا ملعب ترابي $10،000 جدول المباريات الفردية – جدول المباريات الزوجية                                      | ساندرا زانيوسكا 6–4، 6–2                                  | لينا-ماري هوفمان                            | كارولين دانيلز بيانكا كوش                     | كاترينا كرامبيروفا يانا ياندوفا آنا زيا فانيسا هينكه                       |
| 13 يونيو | كولونيا، ألمانيا ملعب ترابي $10،000 جدول المباريات الفردية – جدول المباريات الزوجية                                      | فانيسا هينكه آنا زيا 1–6، 6–3، [10–2]                     | كارولين دانيلز كريستينا شاكوفيتس            | كارولين دانيلز بيانكا كوش                     | كاترينا كرامبيروفا يانا ياندوفا آنا زيا فانيسا هينكه                       |
| 13 يونيو | بيتاني بيتش (ديلاوير)، الولايات المتحدة ملعب ترابي $10،000 جدول المباريات الفردية – جدول المباريات الزوجية               | لينا ليتفاك 7–6(7–1)، 4–6، 6–3                            | ماريا فرناندا ألفيس                         | أنجلينا جابويفا دينيس ستار                    | كايل مكفليبس شانيل فان نجوين كاترين ستيفنسن أليكسا جواراتشي                |
| 13 يونيو | بيتاني بيتش (ديلاوير)، الولايات المتحدة ملعب ترابي $10،000 جدول المباريات الفردية – جدول المباريات الزوجية               | ألكسندرا هيرش لينا ليتفاك 7–5، 3–6، [10–8]                | ماريا فرناندا ألفيس أنجلينا جابويفا         | أنجلينا جابويفا دينيس ستار                    | كايل مكفليبس شانيل فان نجوين كاترين ستيفنسن أليكسا جواراتشي                |
| 13 يونيو | نيودلهي، الهند ملعب صلب $10،000 جدول المباريات الفردية – جدول المباريات الزوجية                                          | يانغ زاوكسوان 6–2، 6–0                                    | كيم هاي-سونغ                                | بريرنا بامبري ناديا عبد الله                  | جوانا نالبورسكا أشفاريا شريفاستافا روتوجا بسالي روشمي تشاكرافارتي          |
| 13 يونيو | نيودلهي، الهند ملعب صلب $10،000 جدول المباريات الفردية – جدول المباريات الزوجية                                          | كيم هاي-سونغ كيم جو-أون 6–3، 6–4                          | روشمي تشاكرافارتي كيرين شلومو               | بريرنا بامبري ناديا عبد الله                  | جوانا نالبورسكا أشفاريا شريفاستافا روتوجا بسالي روشمي تشاكرافارتي          |
| 13 يونيو | باليكبابان، إندونيسيا ملعب صلب $25،000 جدول المباريات الفردية – جدول المباريات الزوجية                                   | فاراتشايا وونجتينتشاي 7–5، 6–3                            | وانغ كيانغ                                  | نودنيدا لوانجنام ريوكو فودا                   | لافينيا تانانتا آيو-فاني داميانتي نيشا ليرتبيتاكسينتشاي يوريكا سما         |
| 13 يونيو | باليكبابان، إندونيسيا ملعب صلب $25،000 جدول المباريات الفردية – جدول المباريات الزوجية                                   | كاناي هيسامي فاراتشايا وونجتينتشاي 6–3, 6–2               | ناتسومي هامامورا يوريكا سما                 | نودنيدا لوانجنام ريوكو فودا                   | لافينيا تانانتا آيو-فاني داميانتي نيشا ليرتبيتاكسينتشاي يوريكا سما         |
| 13 يونيو | كواتزاكوالكوس، المكسيك صلب $10,000 قرعة الفردي – قرعة الزوجي                                                             | نويل سكوت 6–1, 6–1                                        | جيسيكا رولاند-روساريو                       | كارولينا بيتانكورت آنا باولا دي لا بينا       | ستيفاني ثيلر إنغريد فارغاس كالفو روبن بيدو ويتني جونز                      |
| 13 يونيو | كواتزاكوالكوس، المكسيك صلب $10,000 قرعة الفردي – قرعة الزوجي                                                             | كارولينا بيتانكورت جيسيكا رولاند-روساريو 6–1, 6–0         | يوانا ألين ويتني جونز                       | كارولينا بيتانكورت آنا باولا دي لا بينا       | ستيفاني ثيلر إنغريد فارغاس كالفو روبن بيدو ويتني جونز                      |
| 13 يونيو | باتايا, تايلاند صلب $10,000 قرعة الفردي – قرعة الزوجي                                                                    | لوكسيكا كومخوم 6–3, 6–4                                   | ليانغ تشن                                   | تشاو ييجنج Wang Boyan                         | ناباتساكور سونكاو هونغ هيون هوي سورينا دي بير يو مين-هوا                   |
| 13 يونيو | باتايا, تايلاند صلب $10,000 قرعة الفردي – قرعة الزوجي                                                                    | ليانغ تشن تشاو ييجنج 1–6, 6–1, [10–7]                     | لوكسيكا كومخوم ناباتساكور سونكاو            | تشاو ييجنج Wang Boyan                         | ناباتساكور سونكاو هونغ هيون هوي سورينا دي بير يو مين-هوا                   |
| 13 يونيو | سانتا في طين $10,000 قرعة الفردي – قرعة الزوجي                                                                           | فينيسا فورلانيتو 7–5, 6–3                                 | أرانزا سالو                                 | أندريا بينيتيز كارولينا زيبالوس               | غابرييلا كوغليتوري ميلينا فيريرو أورنيلا كارون إيزابيلا روبينياني          |
| 13 يونيو | سانتا في طين $10,000 قرعة الفردي – قرعة الزوجي                                                                           | فلورنسا دي بياسي فينيسا فورلانيتو 3–6, 6–4, [10–4]        | بيتينا خوزامي Agustina Lepore               | أندريا بينيتيز كارولينا زيبالوس               | غابرييلا كوغليتوري ميلينا فيريرو أورنيلا كارون إيزابيلا روبينياني          |
| 20 يونيو | بوسطن, الولايات المتحدة صلب $50,000 قرعة الفردي – قرعة الزوجي                                                            | بترا رامبري 6–4, 5–7, 6–4                                 | تتيانا لوزانسكا                             | هايدي الطباخ أشا رول                          | Chichi Scholl جيسيكا بيجلا ماكال هاركينز آسيا محمد                         |
| 20 يونيو | بوسطن, الولايات المتحدة صلب $50,000 قرعة الفردي – قرعة الزوجي                                                            | تتيانا لوزانسكا ألكسندرا مولر 7–6(7–3), 6–3               | شارون فيشمان ماري إيف بللوتيه               | هايدي الطباخ أشا رول                          | Chichi Scholl جيسيكا بيجلا ماكال هاركينز آسيا محمد                         |
| 20 يونيو | 2011 Open GDF Suez du Périgord بيريغو, فرنسا طين $25,000 الفردي – الزوجي                                                 | سيفرين بريمون بيلترام 6–4, 6–2                            | أودري برغوت                                 | إينيس فيرير سواريز فلورنسيا مولينيرو          | ليتيسيا كوستاس-مورييرا أوكسانا ليوبتسوفا ماريو غود ميكايلا أونتشوفا        |
| 20 يونيو | 2011 Open GDF Suez du Périgord بيريغو, فرنسا طين $25,000 الفردي – الزوجي                                                 | فلورنسيا مولينيرو إريكا سما 6–2, 3–6, [10–7]              | ليتيسيا كوستاس-مورييرا إينيس فيرير سواريز   | إينيس فيرير سواريز فلورنسيا مولينيرو          | ليتيسيا كوستاس-مورييرا أوكسانا ليوبتسوفا ماريو غود ميكايلا أونتشوفا        |
| 20 يونيو | روما – تيفيري ريمو, إيطاليا طين $25,000 قرعة الفردي – قرعة الزوجي                                                        | كارين كناب 6–3, 6–0                                       | لورا ثورب                                   | كريستينا ملادينوفيتش جويا باربييري            | صوفيا شاباتافا آنا ريموندينا إيكاترينا بيشكوفا فيرونيكا سبيد رويج          |
| 20 يونيو | روما – تيفيري ريمو, إيطاليا طين $25,000 قرعة الفردي – قرعة الزوجي                                                        | فيرونيكا سبيد رويج باولا أورمايتشيا 7–5, 6–4              | مارينا شامايكو صوفيا شاباتافا               | كريستينا ملادينوفيتش جويا باربييري            | صوفيا شاباتافا آنا ريموندينا إيكاترينا بيشكوفا فيرونيكا سبيد رويج          |
| 20 يونيو | 2011 لينزيرهيد أوبن لينزيرهيد, سويسرا طين $25,000 الفردي – الزوجي                                                        | أني ميجاتشيكا 6–3, 3–6, 6–3                               | أمرا ساديكوفيتش                             | تشيهيرو تاكاياما سارة غرنر                    | ستيفاني فوجيلي رومانا تاباك أندريا كوخ بنفنوتو آغنيس سزاتماري              |
| 20 يونيو | 2011 لينزيرهيد أوبن لينزيرهيد, سويسرا طين $25,000 الفردي – الزوجي                                                        | أني ميجاتشيكا أمرا ساديكوفيتش 4–6, 6–2, [10–4]            | نيكولا هوفمانوفا رومانا تاباك               | تشيهيرو تاكاياما سارة غرنر                    | ستيفاني فوجيلي رومانا تاباك أندريا كوخ بنفنوتو آغنيس سزاتماري              |
| 20 يونيو | 2011 كأس رولز-رويس للسيدات كريستينهامن كريستينه هامن, السويد طين $25,000 الفردي – الزوجي                                 | يانا كابلوفا 6–4, 3–6, 6–4                                | ألكسندرا كادانتو                            | أليز ليم تيميا بابوش                          | هيلدا ميلاندر ديانا مارسنكفيتشا إيزابيلا هولاند أوليفيا روجوفسكا           |
| 20 يونيو | 2011 كأس رولز-رويس للسيدات كريستينهامن كريستينه هامن, السويد طين $25,000 الفردي – الزوجي                                 | ميرفانا يوجيتش سالكيتش إيما لين 6–4, 6–4                  | تيميا بابوش كسينيا ليكينا                   | أليز ليم تيميا بابوش                          | هيلدا ميلاندر ديانا مارسنكفيتشا إيزابيلا هولاند أوليفيا روجوفسكا           |
| 20 يونيو | ألكوباça, البرتغال صلب $10,000 قرعة الفردي – قرعة الزوجي                                                                 | فيكتوريا لارير 6–3, 3–6, 6–3                              | غاربيني موغوروزا                            | روثيو دي لا توري-سانشيز زيمينا هيرموسو        | مارجريدا مورا ياسمين كلارك ياسمين شتاينهر نوريا باريزاس دياز               |
| 20 يونيو | ألكوباça, البرتغال صلب $10,000 قرعة الفردي – قرعة الزوجي                                                                 | مالو إجديسجارد ألينكا هوبيتشاك 6–2, 7–5                   | مارينا كورييا دانييل ميلز                   | روثيو دي لا توري-سانشيز زيمينا هيرموسو        | مارجريدا مورا ياسمين كلارك ياسمين شتاينهر نوريا باريزاس دياز               |
| 20 يونيو | بالش، رومانيا طين $10,000 قرعة الفردي – قرعة الزوجي                                                                      | دانكا كوفينتش 6–0, 6–1                                    | أليس-أندريادا رادو                          | كاميليا هريستيا كريستينا ميتو                 | لورا-إيوانا أندريه رالوكا إيلينا بلاتون إنغريد رادو أندريا فايدانو         |
| 20 يونيو | بالش، رومانيا طين $10,000 قرعة الفردي – قرعة الزوجي                                                                      | أليس-أندريادا رادو إنغريد رادو 2–6, 7–6(7–4), [10–4]      | سابينا لوبي إيلينكا ستويكا                  | كاميليا هريستيا كريستينا ميتو                 | لورا-إيوانا أندريه رالوكا إيلينا بلاتون إنغريد رادو أندريا فايدانو         |
| 20 يونيو | بريدا, هولندا طين $10,000 قرعة الفردي – قرعة الزوجي                                                                      | بولينا فينوغرادوفا 6–2, 1–6, 6–2                          | ليزلي كيركهوف                               | كيكي بيرتينس إلينور دين                       | سينا كايسر آنا شكودون سفيتلانا بيراجينكا مانيشا فوستر                      |
| 20 يونيو | بريدا, هولندا طين $10,000 قرعة الفردي – قرعة الزوجي                                                                      | إيفا واكانو كارولينا ولوداركزاك 6–2, 6–4                  | كيم كيلسدونك نيكوليت فان أوترت              | كيكي بيرتينس إلينور دين                       | سينا كايسر آنا شكودون سفيتلانا بيراجينكا مانيشا فوستر                      |
| 20 يونيو | كليفلاند, الولايات المتحدة طين $10,000 قرعة الفردي – قرعة الزوجي                                                         | كايل مكفيليبس 6–3, 6–2                                    | شي لي                                       | غايا سانيسي أنجيليينا غابويفا                 | ديان هولاندز إليزابيث لومبكين أناستاسيا خارشينكو كايت تيرفي                |
| 20 يونيو | كليفلاند, الولايات المتحدة طين $10,000 قرعة الفردي – قرعة الزوجي                                                         | بروك أوستين بروك بوليندر 7–6(7–2), 6–3                    | ديان هولاندز شيخا أوبيروا                   | غايا سانيسي أنجيليينا غابويفا                 | ديان هولاندز إليزابيث لومبكين أناستاسيا خارشينكو كايت تيرفي                |
| 20 يونيو | نيودلهي, الهند صلب $10,000 قرعة الفردي – قرعة الزوجي                                                                     | بريرنا بامبري 6–2, 6–3                                    | كيرين شلومو                                 | راتنيكا باترا ديزيير باستيانون                | يانغ زاوكسوان ستيفاني سيموني كيم هاي-سونغ روتوجا بسالي                     |
| 20 يونيو | نيودلهي, الهند صلب $10,000 قرعة الفردي – قرعة الزوجي                                                                     | كيم هاي-سونغ كيم جو-إيون 7–5, 6–0                         | روشمي تشاكرافارتي كيرين شلومو               | راتنيكا باترا ديزيير باستيانون                | يانغ زاوكسوان ستيفاني سيموني كيم هاي-سونغ روتوجا بسالي                     |
| 20 يونيو | إزمير, تركيا طين $10,000 قرعة الفردي – قرعة الزوجي                                                                       | إليزافيتا يانتشوك 7–5, 6–1                                | ألكساندرينا نايدينوفا                       | تاتيانا كوتيلنيكوفا يوجينيا باشكوفا           | جاسمينا كاجتازوفيتش آنا كارولينا شميدلوفا أناستاسيا روداكوفا أغنيس زوكيني  |
| 20 يونيو | إزمير, تركيا طين $10,000 قرعة الفردي – قرعة الزوجي                                                                       | تاتيانا كوتيلنيكوفا يوجينيا باشكوفا 6–4, 6–0              | ألكساندرينا نايدينوفا آنا كارولينا شميدلوفا | تاتيانا كوتيلنيكوفا يوجينيا باشكوفا           | جاسمينا كاجتازوفيتش آنا كارولينا شميدلوفا أناستاسيا روداكوفا أغنيس زوكيني  |
| 20 يونيو | تاراكان (جزيرة), إندونيسيا صلب $10,000 قرعة الفردي – قرعة الزوجي                                                         | جيسي رومبيس 6–1, 6–2                                      | أيو-فاني دامايانتي                          | غريس ساري يسيدورا ميكي ميامرا                 | جيسيكا سابيشنسكاجا كانامي تسوجي سينثيا ميليتا آي ياماموتو                  |
| 20 يونيو | تاراكان (جزيرة), إندونيسيا صلب $10,000 قرعة الفردي – قرعة الزوجي                                                         | موي كاواتوكو ميكي ميامرا 6–2, 7–5                         | جيسي رومبيس غريس ساري يسيدورا               | غريس ساري يسيدورا ميكي ميامرا                 | جيسيكا سابيشنسكاجا كانامي تسوجي سينثيا ميليتا آي ياماموتو                  |
| 20 يونيو | نيش، صربيا طين $10,000 قرعة الفردي – قرعة الزوجي                                                                         | أنا يوفانوفيتش 6–3, 7–6(7–4)                              | فيفيان يوهاتسوفا                            | ناتاليا كوستيتش ساشكا غافريلوفسكا             | ليزا ماريا موزر مارينا كاتشار لينا ليليكيت لينا جورشيسكا                   |
| 20 يونيو | نيش، صربيا طين $10,000 قرعة الفردي – قرعة الزوجي                                                                         | مارتينا بوركا فيفيان يوهاتسوفا 7–6(9–7), 6–3              | إيفانا كليبيتش ناتاليا كوستيتش              | ناتاليا كوستيتش ساشكا غافريلوفسكا             | ليزا ماريا موزر مارينا كاتشار لينا ليليكيت لينا جورشيسكا                   |
| 20 يونيو | ولاية زاكاتيكاس, المكسيك صلب $10,000 قرعة الفردي – قرعة الزوجي                                                           | آنا صوفيا سانشيز 6–2, 1–6, 6–3                            | جيسيكا رولاند-روزاريو                       | آنا باولا دي لا بينا ويتني جونز               | مارسيلا زكرياس إنغريد فارغاس كالفو ساشا خابيبولينا نويل سكوت               |
| 20 يونيو | ولاية زاكاتيكاس, المكسيك صلب $10,000 قرعة الفردي – قرعة الزوجي                                                           | آنا باولا دي لا بينا إنغريد فارغاس كالفو 3–6, 7–5, [10–8] | ويتني جونز هيلاري تول                       | آنا باولا دي لا بينا ويتني جونز               | مارسيلا زكرياس إنغريد فارغاس كالفو ساشا خابيبولينا نويل سكوت               |
| 20 يونيو | باتايا, تايلاند صلب $10,000 قرعة الفردي – قرعة الزوجي                                                                    | فاراتشايا وونجتينتشاي 6–4, 6–1                            | آنا تيولبا                                  | تشاو ييجنج نيشا ليرتبيتاكسينتشاي              | ناباتساكورون سانكايو لوكسيكا كومخوم أكيكو أومي ميابي إينوي                 |
| 20 يونيو | باتايا, تايلاند صلب $10,000 قرعة الفردي – قرعة الزوجي                                                                    | إيمي موتاغوتشي كوتومي تاكاهاتا 4–6, 7–5, [10–5]           | ليانغ تشن تشاو ييجنج                        | تشاو ييجنج نيشا ليرتبيتاكسينتشاي              | ناباتساكورون سانكايو لوكسيكا كومخوم أكيكو أومي ميابي إينوي                 |
| 27 يونيو | 2011 بطولة دولية كونيا كونية (إيطاليا), إيطاليا صلب $100,000 فردي – زوجي                                                 | آنا تاتيشفيلي 6–4, 6–3                                    | أرانتشا روس                                 | ستيفاني فوجيلي ميرانيا لوتشيć                 | أليز كورنيه بولين بارمنتييه بترا مارتيتش لورا ثورب                         |
| 27 يونيو | 2011 بطولة دولية كونيا كونية (إيطاليا), إيطاليا صلب $100,000 فردي – زوجي                                                 | ماندي مينلا ستيفاني فوجيلي 6–3, 6–2                       | إيفا بيرنروفا فيسنا دولونتس                 | ستيفاني فوجيلي ميرانيا لوتشيć                 | أليز كورنيه بولين بارمنتييه بترا مارتيتش لورا ثورب                         |
| 27 يونيو | 2011 كأس بيلا تورون, بولندا صلب $50,000+H فردي – زوجي                                                                    | إيدينا جالوفيتس هول 6–4, 6–3                              | ستيفاني فوريتس جافكون                       | مادلينا جوجنيا إيلينا بوغدان                  | باولا أورمايتشيا ماجدا لينيت ليانا أنجور باولا كانيا                       |
| 27 يونيو | 2011 كأس بيلا تورون, بولندا صلب $50,000+H فردي – زوجي                                                                    | ستيفاني فوريه تس غاكون تاتيانا مالك 6–2, 7–5              | إيدينا جالوفيتس هول أندريا كليباك           | مادلينا جوجنيا إيلينا بوغدان                  | باولا أورمايتشيا ماجدا لينيت ليانا أنجور باولا كانيا                       |
| 27 يونيو | 2011 Open Diputación Ciudad de Pozoblanco بوزوبلانكو (قرطبة), إسبانيا صلب $50,000 فردي – زوجي                            | إيليني دانيليدو 6–3, 6–2                                  | إليتسا كوستوفا                              | مارجاليتا تشاخناشفيلي بياتريس غارسيا فيداجاني | يانا بوتشينا لو جينغجينغ جوليا غلوشكو نينا براتشيكوفا                      |
| 27 يونيو | 2011 Open Diputación Ciudad de Pozoblanco بوزوبلانكو (قرطبة), إسبانيا صلب $50,000 فردي – زوجي                            | نينا براتشيكوفا إيرينا بافلوفيتش 6–2, 6–4                 | مارينا ميلنيكوفا صوفيا شاباتافا             | مارجاليتا تشاخناشفيلي بياتريس غارسيا فيداجاني | يانا بوتشينا لو جينغجينغ جوليا غلوشكو نينا براتشيكوفا                      |
| 27 يونيو | 2011 Open GDF Suez de la Porte du Hainaut دينين, فرنسا صلب $25,000 فردي – زوجي                                           | تيليانا بيريرا 6–4, 6–3                                   | فالنتينا إيفاخنينكو                         | فيرونيكا سبيد رويج إيفيتا جيرلوفا             | جيسيكا جينيير أوكسانا ليوبتسوفا ميهايلا بوزارنيسكو ناتالي بيكيون           |
| 27 يونيو | 2011 Open GDF Suez de la Porte du Hainaut دينين, فرنسا صلب $25,000 فردي – زوجي                                           | فيرونيكا سبيد رويج تيليانا بيريرا 6–1, 6–1                | سيلين غيشير إليكسان ليشيميا                 | فيرونيكا سبيد رويج إيفيتا جيرلوفا             | جيسيكا جينيير أوكسانا ليوبتسوفا ميهايلا بوزارنيسكو ناتالي بيكيون           |
| 27 يونيو | 2011 Swedish Ladies Ystad يستاد, السويد طين $25,000 فردي – زوجي                                                          | ديا إفتيموفا 6–3, 6–4                                     | يانا كابلوفا                                | أليز ليم ميلاني كلافنير                       | ميرفانا يوجيتش سالكيتش سكارليت ويرنر إيزابيلا هولاند كرمن إيلونا           |
| 27 يونيو | 2011 Swedish Ladies Ystad يستاد, السويد طين $25,000 فردي – زوجي                                                          | ألكسندرا كادنتو ديانا بوزيان 6–4, 2–6, [10–5]             | ميرفانا يوجيتش سالكيتش إيما لين             | أليز ليم ميلاني كلافنير                       | ميرفانا يوجيتش سالكيتش سكارليت ويرنر إيزابيلا هولاند كرمن إيلونا           |
| 27 يونيو | ميدلبرغ, هولندا طين $25,000 Singles draw – Doubles draw                                                                  | بيبيان ويجيرس 7–6(7–4), 6–1                               | ليسلي كيرخوفه                               | أودري برغوت فلورنسيا مولينيرو                 | آنا شكودون إيفا واكانو نيكولا جوير كيلي فيرستيج                            |
| 27 يونيو | ميدلبرغ, هولندا طين $25,000 Singles draw – Doubles draw                                                                  | كوينير ليموين مارينا زانيفسكا 6–3, 6–4                    | جوليا كوهين فلورنسيا مولينيرو               | أودري برغوت فلورنسيا مولينيرو                 | آنا شكودون إيفا واكانو نيكولا جوير كيلي فيرستيج                            |
| 27 يونيو | شتوتغارت-فايينجين, ألمانيا طين $25,000 Singles draw – Doubles draw                                                       | تيميا بابوش 1–6, 6–2, 6–3                                 | كورينا بيركوفيتش                            | زوزانا لوكناروفا إيفلين ماير                  | لورا سيجموند إيكاترين جورجودزي ساندرا زانيوسكا آنيكا بيك                   |
| 27 يونيو | شتوتغارت-فايينجين, ألمانيا طين $25,000 Singles draw – Doubles draw                                                       | داريا جوراك أناييس لاوريندون 4–6, 6–1, [10–0]             | هانا بيرنروفا ستيفاني فوجت                  | زوزانا لوكناروفا إيفلين ماير                  | لورا سيجموند إيكاترين جورجودزي ساندرا زانيوسكا آنيكا بيك                   |
| 27 يونيو | مليلية, إسبانيا صلب $10,000 Singles draw – Doubles draw                                                                  | روثيو دي لا تور-سانشيز 6–0, 6–1                           | مالو إجديسجارد                              | كارمن لوبيث-رويدا ديانا ستومليغا              | ناتاليا أورلوفا إيفون كافالي-رايميرس أولغا سايز لارّا إيفيلينا فيرطانين     |
| 27 يونيو | مليلية, إسبانيا صلب $10,000 Singles draw – Doubles draw                                                                  | أسليا أرجينباييفا تانيا ساموديلوك 1–6, 6–3, [10–7]        | مالو إجديسجارد ألينكا هوباتشيك              | كارمن لوبيث-رويدا ديانا ستومليغا              | ناتاليا أورلوفا إيفون كافالي-رايميرس أولغا سايز لارّا إيفيلينا فيرطانين     |
| 27 يونيو | بوفالو (نيويورك), الولايات المتحدة طين $10,000 Singles draw – Doubles draw                                               | لورين ديفيس 5–7, 6–2, 6–4                                 | نيكول غيبس                                  | دانيال كولينز روبن أندرسون                    | جيمي لوبي جنيفر إيلي ألكسيس كينغ آنا ماما لات                              |
| 27 يونيو | بوفالو (نيويورك), الولايات المتحدة طين $10,000 Singles draw – Doubles draw                                               | ديان هولاندس شيخا أوبيروا 7–5, 6–4                        | بولينا بيغوس بريتاني ووتشوك                 | دانيال كولينز روبن أندرسون                    | جيمي لوبي جنيفر إيلي ألكسيس كينغ آنا ماما لات                              |
| 27 يونيو | بروكوبليي, صربيا طين $10,000 Singles draw – Doubles draw                                                                 | ناتاليا كوستيتش 6–2, 6–3                                  | نيكولا فايدوفا                              | إنغريد رادو جوليا لوكاش                       | سوفيا سوزاني دونيا شونكيć مارتينا بوريتشكا ساشكا غافريلوسكا                |
| 27 يونيو | بروكوبليي, صربيا طين $10,000 Singles draw – Doubles draw                                                                 | بولونا ريبرشاكر سوفيا سوزاني 6–4, 7–6(7–2)                | إيزابيلا شنيكوفا جوليا ستاماتوفا            | إنغريد رادو جوليا لوكاش                       | سوفيا سوزاني دونيا شونكيć مارتينا بوريتشكا ساشكا غافريلوسكا                |
| 27 يونيو | إزمير, تركيا طين $10,000 Singles draw – Doubles draw                                                                     | أجنيس زوكيني 7–5, 6–3                                     | ألكساندرينا نايدينوفا                       | جاسمينا كاجتازوفيتش إليزافيتا يانشوك          | آنا كارولينا شميدلوفا مايا غافيروفا داريا ميرونوفا مونيكا سيريلوفا         |
| 27 يونيو | إزمير, تركيا طين $10,000 Singles draw – Doubles draw                                                                     | تاتيانا كوتيلنيكوفا يوجينيا باشكوفا 7–6(7–3), 6–4         | آني أميراغيان ألكسندرا رومانوفا             | جاسمينا كاجتازوفيتش إليزافيتا يانشوك          | آنا كارولينا شميدلوفا مايا غافيروفا داريا ميرونوفا مونيكا سيريلوفا         |
| 27 يونيو | La Habana، كوبا صلب $10,000 Singles draw – Doubles draw                                                                  | أوفرى لنكري 6–2, 6–4                                      | ماكيهو كوزاوا                               | جانين برينتنر ستيفاني ثايلر                   | راكيل بيلتشر لورا أوكروس ياميلي فورس غويرا خيمنيا سيليس لونا               |
| 27 يونيو | La Habana، كوبا صلب $10,000 Singles draw – Doubles draw                                                                  | ميسليديس دياث غونزاليس ياميلي فورس غويرا 6–2, 6–2         | أندريا بينيتيز مارجريت لوميّا                | جانين برينتنر ستيفاني ثايلر                   | راكيل بيلتشر لورا أوكروس ياميلي فورس غويرا خيمنيا سيليس لونا               |
| 27 يونيو | باتايا, تايلاند صلب $10,000 Singles draw – Doubles draw                                                                  | ليانغ تشن 2–6, 7–6(8–6), 7–5                              | لوكسيكا كومخوم                              | تشاو ييجنج تشياكي أوكاداو                     | ماري تاناكا مايا كاتو آنا تيولبا إيمي موتاغوتشي                            |
| 27 يونيو | باتايا, تايلاند صلب $10,000 Singles draw – Doubles draw                                                                  | ليانغ تشن تشاو ييجنج 6–3, 6–4                             | ميسا إجوشي أكيكو أوماي                      | تشاو ييجنج تشياكي أوكاداو                     | ماري تاناكا مايا كاتو آنا تيولبا إيمي موتاغوتشي                            |
| 27 يونيو | ساو جوزيه دوس كامبوس, البرازيل طين $10,000 Singles draw – Doubles draw                                                   | ماريا فرناندا ألفيس 6–1, 7–5                              | ناثالي كوراتا                               | فيفيان سغنيني كارلا فورت                      | فرنندا فاريا إدواردا بياي ناتاشا لوتوفو مونيك ألبوكيركي                    |
| 27 يونيو | ساو جوزيه دوس كامبوس, البرازيل طين $10,000 Singles draw – Doubles draw                                                   | ماريا فرناندا ألفيس كارلا فورت 6–4, 0–6, [10–4]           | مونيك ألبوكيركي فرنندا فاريا                | فيفيان سغنيني كارلا فورت                      | فرنندا فاريا إدواردا بياي ناتاشا لوتوفو مونيك ألبوكيركي                    |

## الروابط الخارجية
- "10،600 لاعبة، 1135 حدثًا: جولة الاتحاد الدولي لكرة المضرب العالمية للسيدات لعام 2023 بالأرقام". الاتحاد الدولي لكرة المضرب. مؤرشف من الأصل في 2025-07-01. اطلع عليه بتاريخ 2024-01-02.
- "أجندة جولة الاتحاد الدولي لكرة المضرب العالمية للسيدات". الاتحاد الدولي لكرة المضرب. مؤرشف من الأصل في 2024-10-07. اطلع عليه بتاريخ 2024-01-02.
- الاتحاد الدولي لكرة المضرب